# Sudafrica
Il Sudafrica, ufficialmente Repubblica del Sudafrica (in afrikaans Republiek van Suid-Afrika; in inglese Republic of South Africa), è uno Stato indipendente dell'Africa australe.
Si affaccia sull'Oceano Atlantico ad ovest e su quello Indiano ad est.
Il suo territorio occupa l'estremità meridionale dell'Africa e ospita, di conseguenza, il punto geografico più a sud del continente, capo Agulhas, che convenzionalmente segna la linea di confine tra i due oceani su cui il Paese si affaccia.
I confini terrestri sono, invece, da ovest a est, con Namibia (nord-ovest), Botswana e Zimbabwe (nord), Mozambico (nord-est) ed eSwatini (est), mentre interamente ricompresa nel proprio territorio è l'enclave del Lesotho.
Al Sudafrica appartengono altresì le Isole del Principe Edoardo, che si trovano a 1770 km sud-est di Port Elizabeth, a circa metà della distanza tra il continente e l'Antartide.
È uno Stato culturalmente ed etnicamente vario: in esso si parlano dodici lingue ufficiali, delle quali due di provenienza europea, l'inglese, ivi portato dai coloni britannici, e l'afrikaans, evoluzione africana della lingua dei coloni olandesi del XVII secolo che ivi giunsero a seguito della scoperta delle terre australi da parte degli inglesi.
Per buona parte del XX secolo, dopo l'indipendenza formale dal Regno Unito, la politica dello Stato africano fu improntata a una rigida segregazione razziale detta apartheid (afrikaans per “separazione”) a causa della quale, in ragione delle continue violazioni dei diritti umani che tale linea di condotta comportò (la più internazionalmente nota delle quali fu la carcerazione per ventisette anni dell'attivista Nelson Mandela), il Paese fu oggetto di una serie di sanzioni internazionali, fino ad arrivare al boicottaggio sportivo del Sudafrica da qualsiasi competizione sportiva e dall'esclusione dalle Olimpiadi. La situazione si normalizzò con il graduale superamento della segregazione alla fine del secolo e la successiva elezione a presidente dello stesso Nelson Mandela, che promosse l'adozione di una nuova costituzione e anche una nuova bandiera nazionale, entrambe adottate nel 1994.
Il presidente in carica è Cyril Ramaphosa, eletto a febbraio 2018.

## Storia

### Preistoria ed età antica
Il territorio in età preistorica avrebbe visto alcuni insediamenti di hominidae; infatti soprattutto nella zona del transvaal sono stati trovati fossili di australopitechi, Homo naledi, Homo habilis, Homo erectus e Homo sapiens sapiens.
Circa diecimila anni fa l'odierno Sudafrica, come tutta l'Africa meridionale, era abitata dai boscimani, cui si aggiunsero successivamente popolazioni affini di etnia Khoikhoi (ottentotti). Boscimani ed ottentotti (collettivamente noti come Khoisan) erano cacciatori-raccoglitori nomadi, che non diedero mai luogo a insediamenti popolosi o strutture politiche complesse.
Successivamente (fra il III ed il V secolo), da nordest iniziarono ad affluire in Africa meridionale gruppi bantu, soprattutto zulu e xhosa. I movimenti migratori bantu si svilupparono nell'arco di numerosi secoli, giungendo al pieno compimento solo nella prima metà del secondo millennio. Buoni agricoltori e allevatori, i bantu si insediarono prima nell'odierno Kwazulu-Natal e poi più a sud; gli xhosa si spinsero fino all'odierna Provincia del Capo Orientale, respingendo i Khoisan nelle regioni più aride e inospitali dell'area.

### La colonizzazione europea

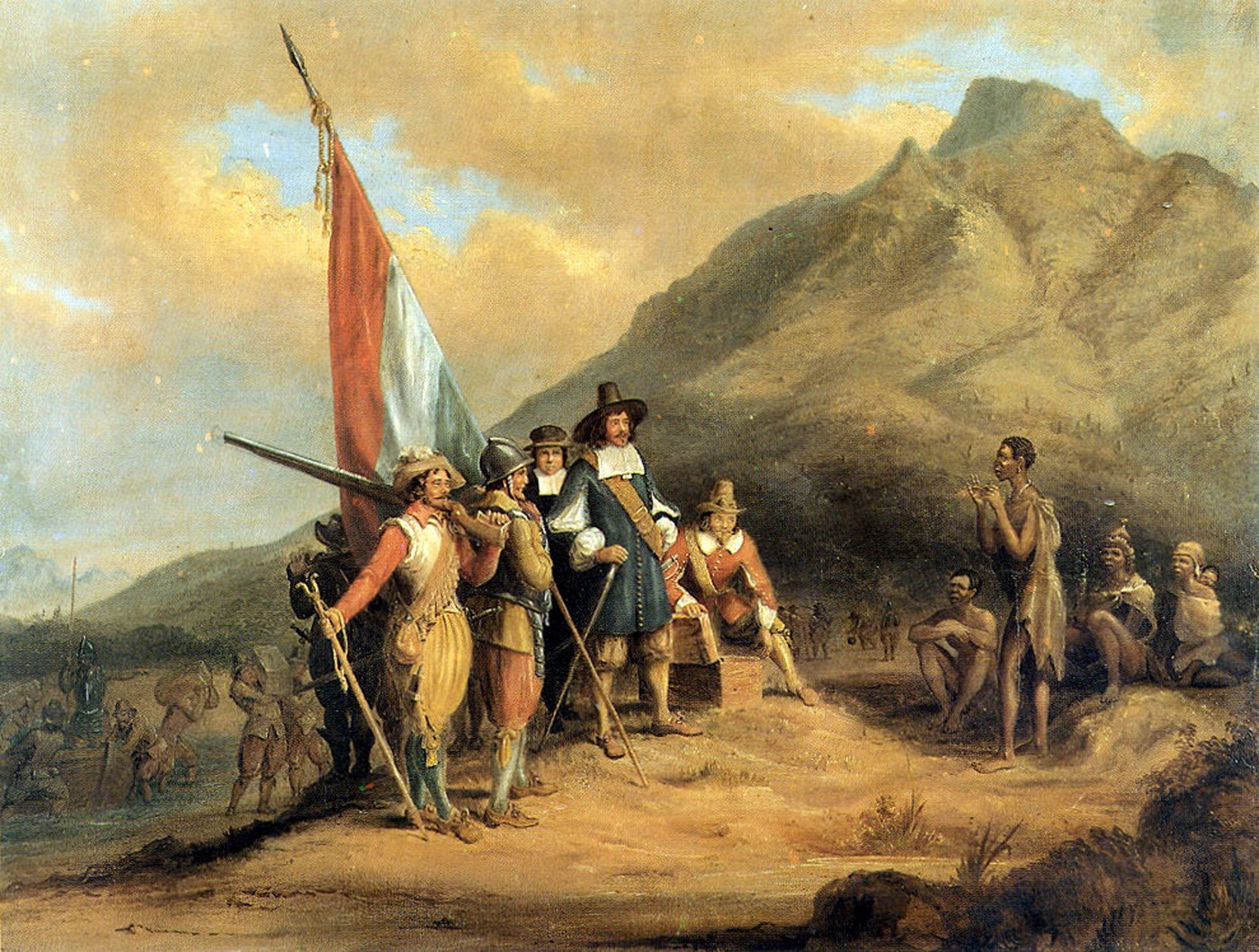
Lo sbarco di Jan van Riebeeck nella penisola del Capo

Nel 1487 l'esploratore portoghese Bartolomeo Diaz oltrepassò il Capo di Buona Speranza, aprendo la via marittima alle Indie orientali. Furono però gli olandesi della Compagnia Olandese delle Indie Orientali i primi a creare un insediamento stabile in Sudafrica, nel 1652, fondando una colonia presso il Capo di Buona Speranza. Questa fu il punto di partenza di un vasto processo di colonizzazione a cui presero parte europei di diverse origini (soprattutto olandesi, francesi ugonotti, bavaresi e scandinavi) che sciolti i legami con la Compagnia diedero vita a una comunità autonoma, e svilupparono una propria cultura e una propria lingua (l'afrikaans). Noti come "boeri" (dall'olandese per "contadino"), i coloni si espansero verso est e verso nord.
I rapporti fra i boeri e le popolazioni indigene della zona del Capo (di etnia khoikhoi) furono relativamente buoni; i khoikhoi, già nomadi, non fecero che ritrarsi gradualmente di fronte all'espansione boera. Verso la fine del XVIII secolo durante l'espansione verso est lungo la costa, i boeri entrarono in attrito con gli xhosa, che si stavano espandendo in direzione opposta. I coloni europei si scontrarono con gli indigeni locali in una serie di conflitti detti "guerre della Frontiera del Capo".

### L'occupazione britannica e conflitto con i boeri
Nel 1795 l'impero britannico tentò con l'invasione della Colonia del Capo di conquistare la colonia del Capo olandese, tentativo che riuscì in seguito all'avanzata di Napoleone Bonaparte in Europa e la successiva caduta dei Paesi Bassi, il Regno Unito occupò il possedimento coloniale nel 1806.
Nella prima metà del XIX secolo i boeri, oppressi dal dominio del Regno Unito, diedero via a una grande migrazione verso nord alla ricerca di nuove terre, passata alla storia con il nome di Grande Trek. I voortrekker si stabilirono in varie zone del nord, fondando una serie di piccole repubbliche boere, in seguito unitesi nello Stato Libero di Orange, nella Repubblica di Natalia e nella Repubblica del Transvaal, e nello Stellaland, che, insieme al Capo, costituirono l'embrione delle future province sudafricane. Le personalità più eminenti di questa fase furono Paul Kruger e Marthinus Wessel Pretorius.

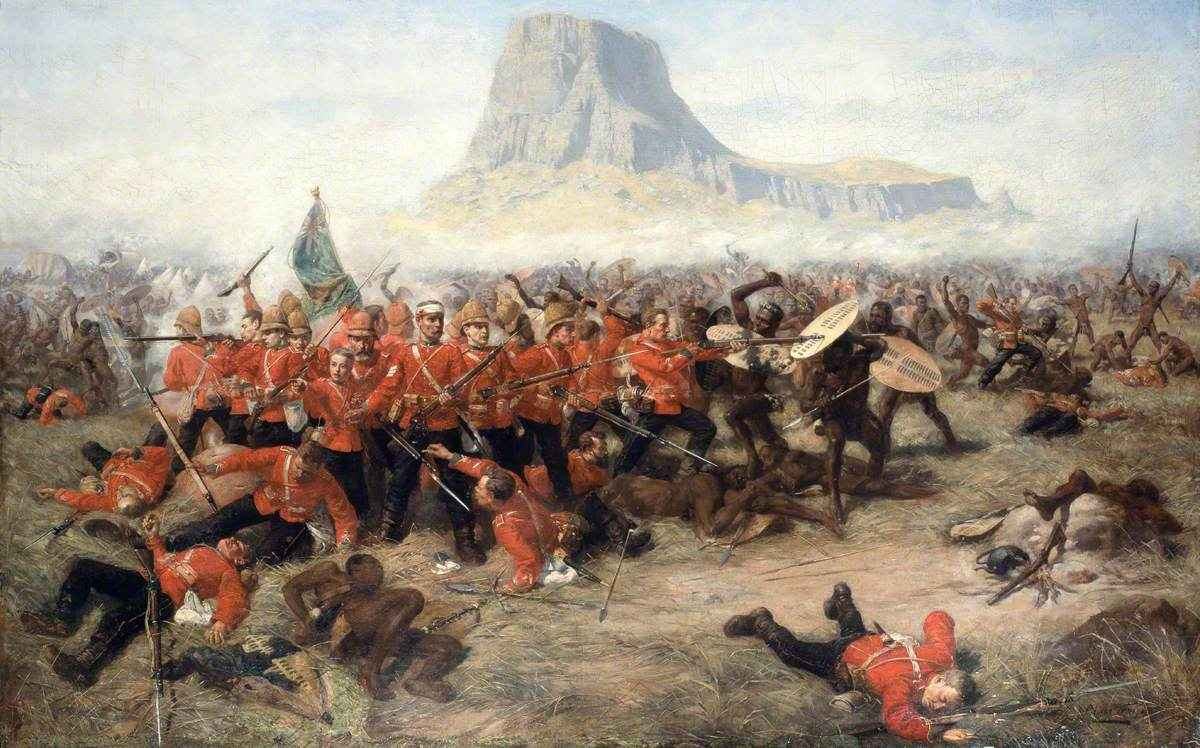
La battaglia di Isandlwana in un iconico quadro, guerra anglo-zulu

L'esistenza delle repubbliche era di ostacolo all'espansione dell'Impero britannico, e la scoperta di diamanti ed oro nel nordest del Sudafrica contribuì ad alimentare l'interesse degli inglesi per la completa annessione del Paese. Fra la fine del XIX secolo e l'inizio del XX, Regno Unito e boeri si scontrarono in una serie di sanguinosi conflitti noti come guerre boere. Il conflitto contrappose anche i popoli bantu del Sudafrica; gli zulu si schierarono con i boeri, mentre xhosa e swazi combatterono a fianco del Regno Unito, e vide la vittoria di questo ultimo.
Dopo la seconda guerra boera (1899-1902) il saccheggio delle popolazioni nere fu istituzionalizzato. Nel 1913 il Natives Land Act limitava la proprietà fondiaria dei neri al 7% del territorio (estesa al 13% nel 1936). Quattro milioni di contadini persero la terra che ancora possedevano e diventarono mezzadri o minatori, una forza lavoro a buon mercato per i proprietari.

### L'Unione Sudafricanae le guerre mondiali
Con la vittoria britannica nel 1909 il territorio venne unificato e l'anno seguente fu formalmente costituito come dominion unitario all'interno del Commonwealth, con il nome di Unione Sudafricana.
Il nuovo stato partecipò alla prima guerra mondiale al fianco del Regno Unito durante la campagna dell'Africa Tedesca del Sud-Ovest. Durante il primo dopoguerra nel 1920 ottenne il mandato della Società delle Nazioni per il controllo dell'Africa del Sud-Ovest conquistata al termine della guerra. Nonostante l'aumento del suo prestigio internazionale, l'Unione attraversò un periodo di forte crisi interna, con attriti sempre più violenti fra i nazionalisti boeri e la rappresentanza del Regno Unito. Nel 1931, con l'approvazione dello statuto di Westminster del 1931 da parte del parlamento britannico, il Sudafrica ottenne una parziale autonomia.
In occasione della seconda guerra mondiale i contrasti fra Regno Unito e popolazioni boere tornarono a emergere; le seconde, rappresentate da alcune correnti del Partito Nazionale come la Ossewabrandwag, simpatizzavano apertamente per la Germania nazista: a causa di ciò il boero James Hertzog, che governava il Paese dal 1924 e che propendeva per la neutralità, fu costretto a dimettersi. Ciò nonostante, il Paese prese parte al conflitto sul fronte alleato.

### La proclamazione della Repubblica e l'apartheid

Bandiera del Sudafrica dal 1961 al 1994

Nel secondo dopoguerra il Partito Nazionale vinse le elezioni nel 1948 ed iniziò ad attuare nel Paese una politica di segregazione razziale nota come apartheid. Il 31 maggio 1961 viene proclamata la Repubblica del Sudafrica, in seguito all’espulsione del Paese dal Commonwealth avvenuta in conseguenza dell'applicazione dell’apartheid da parte dei primi ministri boeri che si succedettero e soprattutto da Hendrik Frensch Verwoerd, in carica dal 1955 al 1966. Concettualmente, l'obiettivo dell'apartheid era quello di isolare i diversi gruppi etnici del Sudafrica, lasciando che ognuno di essi si sviluppasse in un proprio contesto sociale, economico e territoriale. Verwoerd spiegò anche che il ruolo predominante degli africani bianchi di origine europea nei processi politici che avrebbero portato all'autonomia delle diverse etnie era giustificato dalle circostanze storiche, ovvero dal ruolo fondamentale che i boeri avevano avuto nella nascita del Sudafrica.
Nell'ottica dell'isolamento delle etnie vennero formati i bantustan, territori riservati alle popolazioni nere delle diverse etnie. Complessivamente, circa il 13% del territorio del Sudafrica venne riservato alla popolazione bantu. Contemporaneamente, il Sudafrica venne inteso sempre più nettamente come Paese esclusivamente di bianchi, e i neri che continuavano a vivere nelle aree "bianche" (circa il 50%) persero gradualmente i propri diritti civili, come conseguenza del fatto che fosse stato avviato un processo la cui finalità era trasferirne la cittadinanza ai bantustan. Per esempio ai neri fu vietato di frequentare le scuole e le università dei bianchi; Verwoerd giustificò questa misura osservando che l'istruzione di un nero «deve svolgersi completamente nella tribù e avere le radici nello spirito e nell'essenza stessa della società bantu».

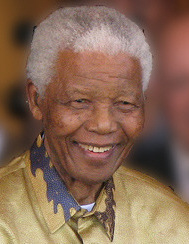
Nelson Mandela, primo presidente sudafricano di colore e simbolo della lotta all'apartheid

L'applicazione di una politica sempre più apertamente razzista, causò gravi contrasti interni e alienò al Paese il sostegno della comunità internazionale. Nel 1973 le Nazioni Unite dichiararono l'apartheid un crimine contro l'umanità; a partire dal 1961 era già iniziata una campagna di sanzioni economiche contro il Sudafrica. Nello stesso anno il 31 maggio l'Unione Sudafricana ottenne la piena indipendenza dal Regno Unito e divenne repubblica con un referendum; a causa dell'insostenibile politica segregazionista il Sudafrica venne poi espulso dal Commonwealth. Cinque anni dopo venne revocato il suo mandato all'amministrazione della Namibia. Il governo sudafricano si rifiutò di ottemperare alle richieste dell'ONU, e di fatto procedette all'annessione della Namibia come propria provincia.
Balthazar Johannes Vorster (primo ministro dal 1966 al 1978) ed i suoi successori Marais Viljoen (in carica dal 1979 al 1984) e Pieter Willem Botha (dal 1984 al 1989) dovettero fronteggiare sia l'isolamento internazionale sia l'emergere di importanti movimenti di opposizione nella comunità nera, fra cui il Congresso Nazionale Africano (ANC) di Nelson Mandela. Botha fu l'ultimo strenuo difensore dell'apartheid, e cercò di convincere l'intero Paese che questo regime era stato un elemento chiave della crescita economica del Sudafrica fra gli anni sessanta e anni novanta, superiore a quella di qualsiasi altro Paese africano, e delle migliori condizioni di vita dei neri sudafricani rispetto a quelle della popolazione nera nel resto del continente.
In questa fase Botha trovò alleati neri che lo sostennero, in particolare gli swazi; tra l'altro il re dello Swaziland Sobhuza II aveva già collaborato in passato nella caccia ai ribelli più violenti dell'ala oltranzista dell'ANC. Gli xhosa rimasero invece il gruppo più ostile al governo bianco. In questa fase furono organizzate altresì assemblee legislative autonome per coloured ed asiatici.
Tuttavia il sistema si mostrò sempre più fragile e vicino al collasso, accentuando il carattere repressivo, e anche gli Stati Uniti, tradizionali alleati dei bianchi sostenitori dell'apartheid, cominciarono a unirsi alle richieste di democrazia. L'apartheid durò sinché il successore di Botha, Frederik Willem de Klerk, al governo fino al 1994, intraprese la via della riforma, liberando e chiamando al suo fianco il capo dell'ANC Nelson Mandela e smantellando nel 1991 l'intero sistema della segregazione razziale. Gravi scontri avvennero però tra gli zulu del Partito della Libertà Inkata guidati dal Re Goodwill Zwelithini kaBhekuzulu e dal segretario del partito Mangosuthu Buthelezi, che desideravano essere gli unici interlocutori di De Klerk, e gli xhosa dell'ANC, che alla fine ebbero la meglio. Gli zulu si dovettero accontentare dell'istituzione di una provincia autonoma, il Kwazulu-Natal, nell'ambito della riforma amministrativa all'inizio del 1994, che riunì le vecchie quattro province e i dieci bantustan in nove province.

### Le elezioni del 1994 e la fine dell'apartheid
Il 27 aprile 1994 si tennero le prime elezioni democratiche con suffragio esteso a tutte le etnie, in cui venne eletto presidente il capo dell'ANC Nelson Mandela, cui successe poi Thabo Mbeki nel 1999. Il periodo di transizione dal regime dell'apartheid al nuovo corso politico fu gestito da un tribunale speciale istituito nel 1995 a Città del Capo, la Commissione per la Verità e la Riconciliazione (Truth and Reconciliation Commission, TRC).
Le condizioni di vita per i neri restano tuttavia ancora molto difficili, permanendo varie situazioni di disuguaglianza; il governo sudafricano ha dovuto accettare le politiche economiche del Fondo Monetario internazionale: si è fatto carico di pagare il debito internazionale creato dai precedenti governi anche privatizzando molte imprese nazionali. I servizi sociali (acqua, istruzione, sanità) non sono riconosciuti a tutti. Nelle periferie urbane i poveri non sono ancora cittadini a tutti gli effetti.
Nel maggio del 2008 sollevazioni popolari provocarono più di 60 morti. Il Centre on Housing Rights and Evictions, organizzazione internazionale che si occupa di diritto all'abitazione e di sfratti, ha stimato che oltre 100 000 siano state cacciate dalle loro case in seguito ad attacchi xenofobi. Vittime degli attacchi sono state soprattutto i migranti legali e illegali e i richiedenti asilo, ma un terzo delle persone colpite era formato da cittadini sudafricani. In seguito a un sondaggio del 2006, il South African Migration Project ha concluso che i sudafricani sono la nazione più contraria all'immigrazione. Nel 2008 l'Alto commissariato delle Nazioni Unite per i rifugiati ha dichiarato che 200 000 persone avevano richiesto asilo in Sudafrica, quasi quattro volte rispetto all'anno prima. I richiedenti asilo provenivano perlopiù dallo Zimbabwe, con presenze significative di persone del Burundi, della Repubblica Democratica del Congo, del Ruanda, dell'Eritrea, dell'Etiopia e della Somalia. La scarsità di impiego, opportunità economiche, servizi pubblici ed abitazioni ha causato tensioni tra i rifugiati e i residenti. Benché la xenofobia in Sudafrica continui a essere un problema, nel 2011 l'Alto commissariato delle Nazioni Unite per i rifugiati ha dichiarato che le recenti violenze non erano così diffuse come inizialmente si era temuto.
Alcuni osservatori nel 2020 hanno commentato che il Sudafrica si stia avviando a diventare uno stato fallito con una spesa pubblica insostenibile, alta disoccupazione, alti tassi di criminalità, corruzione, imprese pubbliche sull'orlo del fallimento e infrastrutture a rischio di crollo. Nel 2022 il World Economic Forum ha dichiarato che il Sudafrica rischia di crollare e ha identificato i cinque pericoli principali che il Paese deve affrontare. Il direttore generale del Tesoro sudafricano, Dondo Mogajane, ha dichiarato che, "il Sudafrica sta mostrando i segni di uno stato fallito, come Paesi come Sierra Leone e Liberia". L'ex ministro Jay Naidoo ha dichiarato che il Sudafrica è in una situazione grave e mostra le caratteristiche di uno stato fallito, con tassi di disoccupazione record e la difficoltà per molti giovani di riuscire a trovare lavoro in tutta la loro vita. Secondo l'economista Dawie Roodt il Sudafrica attraversa una grave crisi dopo che per dieci anni i Sudafricani si sono impoveriti, 32 milioni di loro ricevono il proprio reddito dallo Stato e lo Stato non può più mantenerli. Neal Froneman, amministratore delegato di Sibanye-Stillwater, ha detto che la criminalità è fuori controllo e i metodi mafiosi negli appalti sono divenuti la norma, mentre il governo non sta facendo niente per contrastare il fenomeno.

## Geografia
La Repubblica del Sudafrica si trova all'estremità meridionale dell'Africa, e comprende un tratto di costa sia ad est, sull'Oceano Indiano, sia ad ovest su quello Atlantico.

### Morfologia
Il territorio sudafricano è in gran parte formato da altopiani, il cosiddetto Alto Veld, che si innalza verso ovest, raggiungendo quote comprese fra i 900 e i 1900 m s.l.m.. Verso le coste l'altopiano presenta un orlo rialzato, detto Grande Scarpata, che si articola in diverse catene montuose separate da aree livellate dall'erosione (il principale agente modellatore del territorio, che non fu più interessato da ingressioni marine importanti dopo il Paleozoico). La Scarpata include a sud-ovest massicci isolati, come il cosiddetto Table Mountain (1914 m), un massiccio di arenaria che incombe su Città del Capo; ad est ed a nord si sviluppa invece in catene montuose importanti; le principali sono i monti Drakensberg (Monti dei Draghi), caratterizzati da effusioni basaltiche e cime che toccano altezze superiori ai 3000 m (la più alta è il Njesuthi, 3408 m), da cui si dipartono catene minori (Stormberg, Nieuwveld e Sneeuwberg). Sempre nella zona nordorientale si trovano anche i sistemi montuosi Swartberg e Langeberg. Al di là della Scarpata si estende la pianura alluvionale costiera detta Basso Veld, salvo nella zona della penisola del Capo, dove le formazioni rocciose giungono direttamente all'Oceano in una successione di promontori con coste a falesia. Il centro del Paese è in gran parte occupato dai bacini semi-desertici del Grande e Piccolo Karoo, che sfumano a nord-ovest nel deserto del Kalahari, condiviso da Sudafrica e Namibia.
Da un punto di vista geologico, il territorio del Paese poggia su uno zoccolo di rocce cristalline del Precambriano, venate da importanti filoni auriferi e uraniferi (concentrati nella regione del Witwatersrand, in Transvaal). Il Karoo ricopre questo zoccolo con sedimenti di età paleozoica e mesozoica in alcuni punti fino a 7000 m di profondità; anche questi sedimenti hanno un'importanza economica, essendo ricchi di carbone e di petrolio.

### Idrografia

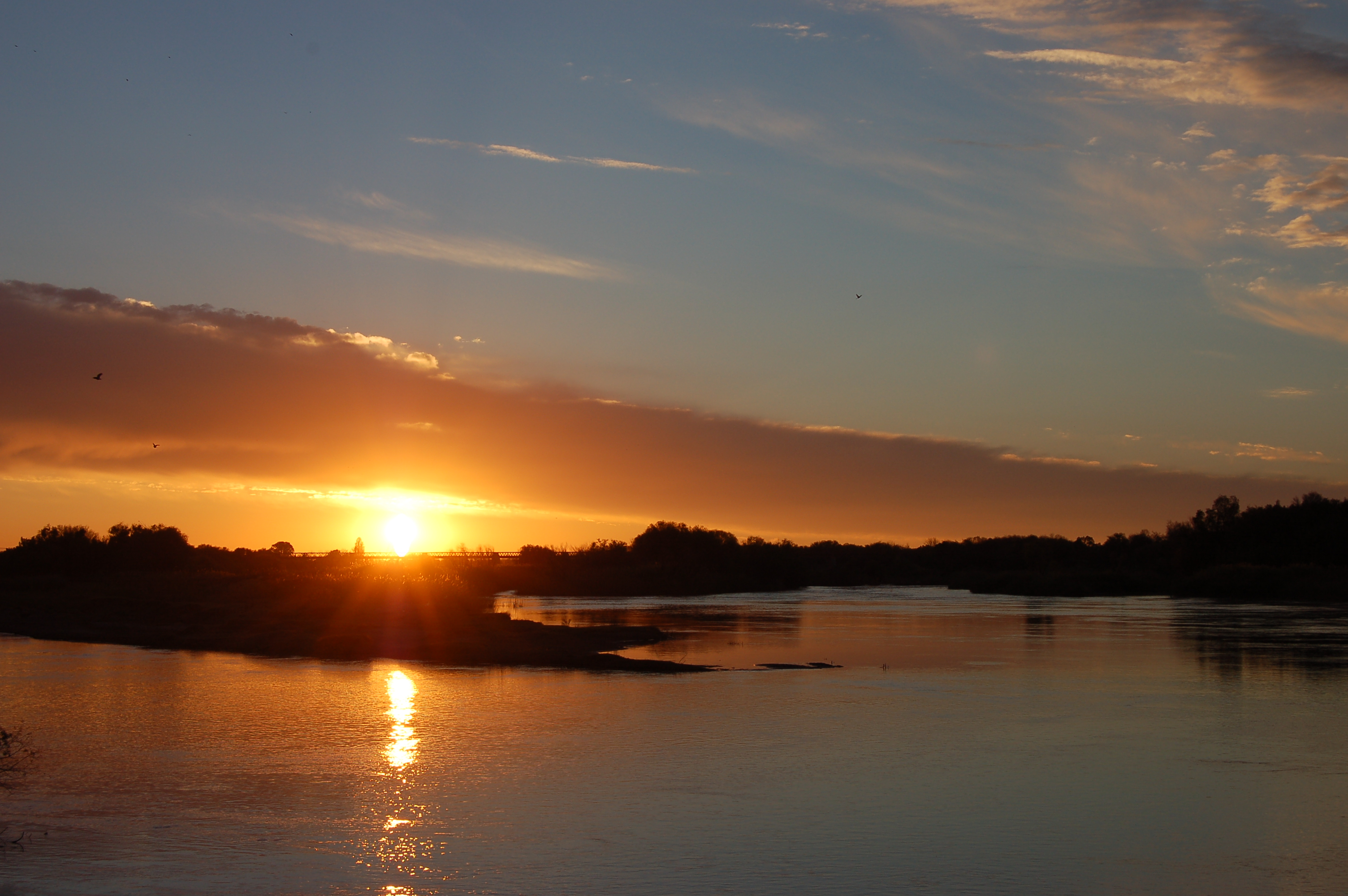
Il fiume Orange

Idrograficamente il Sudafrica è diviso in diversi bacini, ma quello principale è nell'Oceano Atlantico. Il fiume più importante è l'Orange (1860 km) a ovest, che nasce dal Lesotho e il cui vasto bacino (1020000 km²) corrisponde a buona parte degli altopiani; il fiume segna anche un tratto del confine con la Namibia. Il corso del fiume è però accidentato da rapide cascate che ne rendono difficile la navigazione. Tra gli affluenti dell'Orange hanno una certa importanza il Vaal (1200 km) e il Molopo (circa 1000 km) che segna per lungo tratto il confine con il Botswana ma è quasi sempre asciutto.
Nell'Oceano Indiano sfocia invece il Limpopo (1600 km), che divide il Paese dal Botswana; anch'esso impossibile da navigare. Gli altri fiumi nascono in genere nella Grande Scarpata e presentano un andamento normale alla costa; fra i molti è celebre il Tugela che si origina sulle Drakensberg, ai confini con il Lesotho, e forma le cascate omonime.
Tra i laghi del Sudafrica vi sono il lago Chrissie nel Mpumalanga, il lago Sibhayi, nel Kwazulu-Natal, il Groot Vloer, formato dal fiume Sak (che però è pressoché asciutto per gran parte dell'anno), e il lago Santa Lucia, nei pressi di Durban.
Fanno parte del Sudafrica anche diverse isole, tra cui le Isole del Principe Edoardo, circa 1770 km a sud-est di Port Elizabeth, e numerose minori lungo la costa.

### Clima

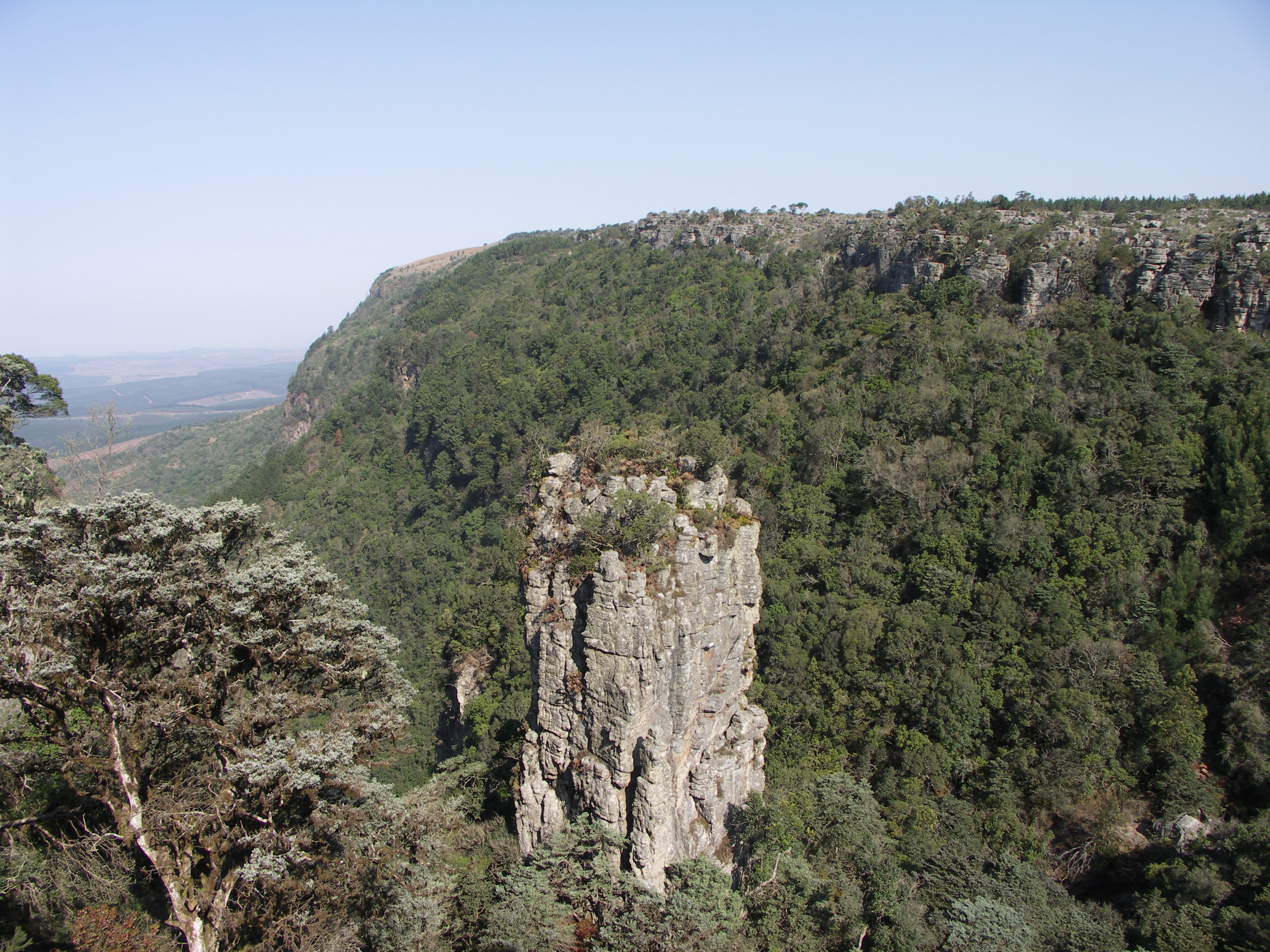
La Grande Scarpata

Il clima del Sudafrica è notevolmente vario in rapporto sia alla grande estensione territoriale, sia all'altitudine, sia all'esposizione al mare. La latitudine subtropicale e il profondo influsso del mare sono all'origine del clima mediterraneo che caratterizza la parte meridionale del territorio, dove le temperature sono miti e le precipitazioni superano i 600 mm; le piogge sono legate all'avanzata di fronti freddi di origine antartica durante l'inverno, mentre quasi tutto il resto dell'Africa australe nello stesso periodo è sovrastato da un'area anticiclonica che impedisce l'afflusso di masse di aria umida degli oceani circostanti. Al contrario, d'estate, quando in ambito continentale si instaurano condizioni di bassa pressione, le masse di aria umida provenienti dall'Oceano Indiano al seguito dell'aliseo di sud-est investono le coste orientali e la Grande Scarpata irrorandole di abbondanti precipitazioni (1 000-1500 mm). In particolare il KwaZulu-Natal gode di un clima caldo umido, che fa di questa provincia l'area più favorevole alla coltivazione di colture tropicali. Man mano che si prosegue verso l'interno le precipitazioni diminuiscono: sugli altopiani si aggirano sui 500-800 mm annui. In modo più netto si riducono proseguendo verso ovest fino a toccare i 60 mm a Port Nolloth, sull'Atlantico. Le escursioni termiche, sensibili sugli altopiani, sono alquanto contenute sulle coste.

## Popolazione
Il Sudafrica ha circa 60 000 000 abitanti che si concentrano nelle città principali dando una distribuzione irregolare nel Paese (stima del 2022).

### Demografia
| 1950 | 13,6 |
| 2000 | 45,7 |
| 2016 | 56   |

Crescita demografica del Sudafrica dal 1961 al 2015

Il Sudafrica è un Paese fortemente multietnico; convivono, spesso con difficoltà, etnie bianche, nere, asiatiche e miste. La legge sudafricana riconosce formalmente quattro macro-categorie etniche: neri, bianchi, "coloured" (gruppi etnici di origine mista), ed asiatici.
Il conteggio degli abitanti nel censimento del 1980 era di circa 23,8 milioni di persone; altri 4,6 milioni vennero aggiunti per compensare il riconosciuto sottodimensionamento, risultando in una popolazione nazionale di 28,4 milioni. Le cifre escludevano coloro che vivevano nelle tre nazioni che erano nominalmente indipendenti nel 1980 - circa 2,7 milioni nel Transkei, un milione nel Bophuthatswana e circa 350 000 nel bantustan del Venda. Una quarta "patria" (homeland), il Ciskei, con una popolazione di 678 000 abitanti, divenne "indipendente" nel 1981.
Il successivo censimento, nel 1991, si svolse in un clima di violenze politiche senza precedenti. Per la prima volta il governo sudafricano utilizzò fotografie aeree e sondaggi campione per enumerare i residenti in ottantotto aree di "agitazione", che erano altrimenti inaccessibili ai funzionari del governo. Dopo essere stato rettificato per la sottovalutazione, il censimento del 1991 ha prodotto un conteggio di 30 986 920 cittadini, escludendo le quattro homeland "indipendenti". I residenti degli altri sei Paesi non indipendenti ("autogovernanti") - 10 746 504 persone - vennero inclusi nel conteggio nazionale.
Nel 1992 l'Ufficio del censimento degli Stati Uniti d'America stimava che il 48% di tutti i neri sudafricani e circa l'1% di tutti gli altri gruppi razziali vivevano nelle dieci terre di origine - che costituivano solo circa un settimo dell'intera superficie terrestre del Paese. Su questa base, l'ufficio stimà la popolazione totale del Sudafrica a 40,6 milioni.
Nel 1994 il governo sudafricano stimò la popolazione nazionale totale a 40,4 milioni, dopo che tutte e dieci le homeland erano state ufficialmente reintegrate nel Sudafrica. In quell'anno, l'Ufficio del censimento degli Stati Uniti stimò la popolazione totale del Sudafrica a 43,9 milioni.

#### Proiezioni demografiche
La seguente tabella illustra le stime del Segretariato delle Nazioni Unite sulla popolazione del Sudafrica avendo come base di riferimento i dati del 2012:
| Anno                                    | Popolazione (al 1º gennaio) - Proiezione |
| --------------------------------------- | ---------------------------------------- |
| 2015                                    | 54 957 000                               |
| 2020                                    | 57 296 000                               |
| 2025                                    | 59 702 000                               |
| 2030                                    | 61 836 000                               |
| 2035                                    | 63 670 000                               |
| 2040                                    | 65 413 000                               |
| 2045                                    | 67 075 000                               |
| 2050                                    | 68 642 000                               |
| Fonte: Segretariato delle Nazioni Unite |                                          |

### Etnie
I neri bantu formano circa il 75% della popolazione, e sono suddivisi ufficialmente in 9 "nazioni": zulu 23%; xhosa 18%; sotho (del nord e del sud) 16%; tswana 7%; tsonga 4%; swazi 2,5%; venda 2%; ndebele 1,5%; pedi 1%. I bianchi formano circa il 13% della popolazione, e si suddividono in tre gruppi: boeri (afrikaner) 6,5%, anglosassoni 5,5%, altri (ascendenza principalmente portoghese, tedesca e italiana) 1%.
In Sudafrica i bianchi erano il 22% della popolazione nel 1921; da allora, essi sono declinati al 16% nel 1980 e all'8,9% nel 2011, sia per via di un tasso di incremento demografico inferiore ai neri sia a causa dell'emigrazione: almeno 800 000 bianchi hanno lasciato il Sudafrica dopo il 1995. Secondo una stima del 2014, i bianchi sono 4 554 800, l'8,4% degli abitanti del Sudafrica.
Gli asiatici formano circa il 3% della popolazione e si suddividono in due gruppi: indiani 2,5%, cinesi 0,5%. Le persone a sangue misto (coloured) formano circa il 9% della popolazione. Boscimani e ottentotti non raggiungono lo 0,1% della popolazione.

Gruppi etnici dominanti in Sudafrica:
Neri africani
Coloured
Indiani o asiatici
Bianchi
Non dominanti

Reddito annuale pro-capite per gruppo etnico in Sudafrica in relazione al reddito dei bianchi (100) dal 1917 al 2008. I neri sono i più poveri, guadagnando in media solo il 13% dello stipendio di un bianco nel 2008, seguiti dai coloured con il 22%. Solo gli asiatici si stanno gradualmente arricchendo, passando dal 42% del reddito dei bianchi del 1993 al 60% del 2008.

     Neri africani
     Coloured
     Indiani o asiatici
     Bianchi
     Non dominanti
| Gruppo etnico   | Gruppo etnico   |  | Percentuale | Percentuale |
| --------------- | --------------- |  | ----------- | ----------- |
| Neri africani   | Neri africani   |  | 67,5%       | 67,5%       |
| Bianchi         | Bianchi         |  | 21,6%       | 21,6%       |
| Meticci/mulatti | Meticci/mulatti |  | 8,6%        | 8,6%        |
| Asiatici        | Asiatici        |  | 2,4%        | 2,4%        |

| Gruppo etnico   | Gruppo etnico   |  | Percentuale | Percentuale |
| --------------- | --------------- |  | ----------- | ----------- |
| Neri africani   | Neri africani   |  | 79,2%       | 79,2%       |
| Bianchi         | Bianchi         |  | 8,9%        | 8,9%        |
| Meticci/mulatti | Meticci/mulatti |  | 8,9%        | 8,9%        |
| Asiatici        | Asiatici        |  | 2,5%        | 2,5%        |

| ETNIA                  | PERC. |
| ---------------------- | ----- |
| Zulu                   | 24,6% |
| Xhosa                  | 21,9% |
| Sotho                  | 14,7% |
| Bianchi                | 9,6%  |
| Coloured               | 8,4%  |
| Tswana                 | 6,9%  |
| Tsonga                 | 4,4%  |
| Swazi                  | 3,8%  |
| Venda                  | 2,9%  |
| Pedi                   | 1%    |
| Indiani                | 2,6%  |
| Cinesi                 | 0,7%  |
| Boscimani e Ottentotti | 0,1%  |

| Anno | Popolazione totale | Neri (%)           | Bianchi (%)       | Coloured (%)      | Asiatici (%)     |
| ---- | ------------------ | ------------------ | ----------------- | ----------------- | ---------------- |
| 1904 | 5 175 463          | 3 491 056 (67,5%)  | 1 116 805 (21,6%) | 445 228 (8,6%)    | 122 734 (2,4%)   |
| 1911 | 5 973 394          | 4 019 006 (67,3%)  | 1 276 242 (21,4%) | 525 466 (8,8%)    | 152 094 (2,5%)   |
| 1921 | 6 927 403          | 4 697 285 (67,8%)  | 1 521 343 (22,0%) | 545 181 (7,9%)    | 163 594 (2,4%)   |
| 1936 | 9 587 863          | 6 595 597 (68,8%)  | 2 003 334 (20,9%) | 769 242 (8,0%)    | 219 691 (2,3%)   |
| 1946 | 11 415 925         | 7 830 559 (68,6%)  | 2 372 044 (20,8%) | 928 062 (8,1%)    | 285 260 (2,5%)   |
| 1951 | 12 671 452         | 8 560 083 (67,6%)  | 2 641 689 (20,8%) | 1 103 016 (8,7%)  | 366 664 (2,9%)   |
| 1960 | 16 003 139         | 10 928 264 (68,3%) | 3 088 492 (19,3%) | 1 509 258 (9,4%)  | 477 125 (3,0%)   |
| 1970 | 21 402 470         | 15 036 360 (70,3%) | 3 726 540 (17,4%) | 2 021 430 (9,4%)  | 618 140 (2,9%)   |
| 1980 | 23 771 970         | 15 970 019 (67,2%) | 4 453 273 (18,7%) | 2 554 039 (10,7%) | 794 639 (3,3%)   |
| 1991 | 30 987 000         | 21 646 000 (69,9%) | 5 068 300 (13,4%) | 3 286 000 (10,6%) | 987 000 (3,2%)   |
| 1996 | 40 583 573         | 31 127 631 (76,7%) | 4 434 697 (10,9%) | 3 600 446 (8,9%)  | 1 045 596 (2,6%) |
| 2001 | 44 819 778         | 35 416 166 (79,0%) | 4 293 640 (9,6%)  | 3 994 505 (8,9%)  | 1 115 467 (2,5%) |
| 2011 | 51 770 560         | 41 000 938 (79,2%) | 4 586 838 (8,9%)  | 4 615 401 (8,9%)  | 1 286 930 (2,5%) |
| 2014 | 54 002 000         | 43 333 700 (80,2%) | 4 554 800 (8,4%)  | 4 771 500 (8,8%)  | 1 341 900 (2,5%) |
| 2018 | 54 452 570         | 43 465 687 (79,9%) | 5 225 642 (9,6%)  | 3 916 865 (7,2%)  | 1 795 254 (3,3%) |

### Religione

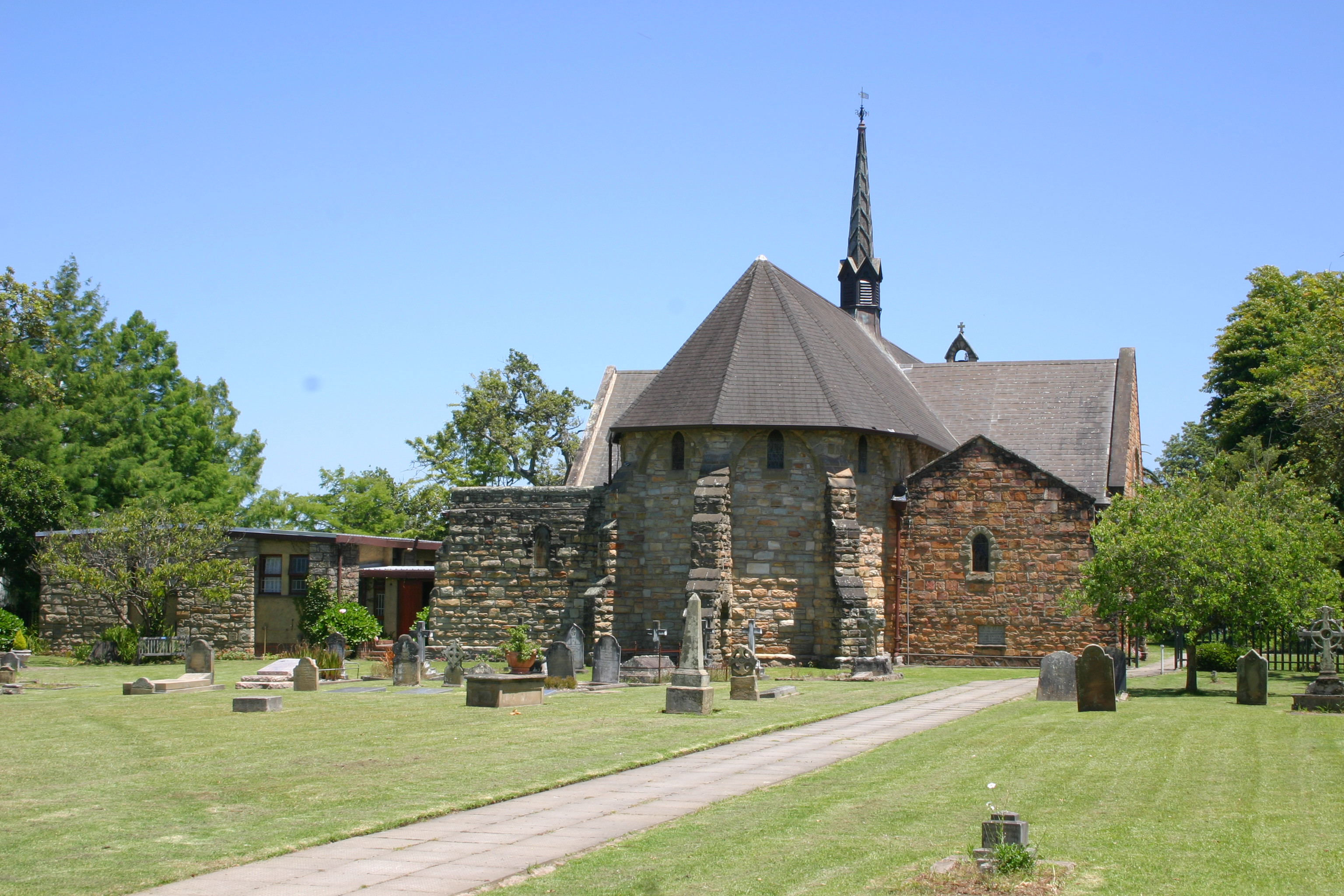
Cattedrale Anglicana presso George

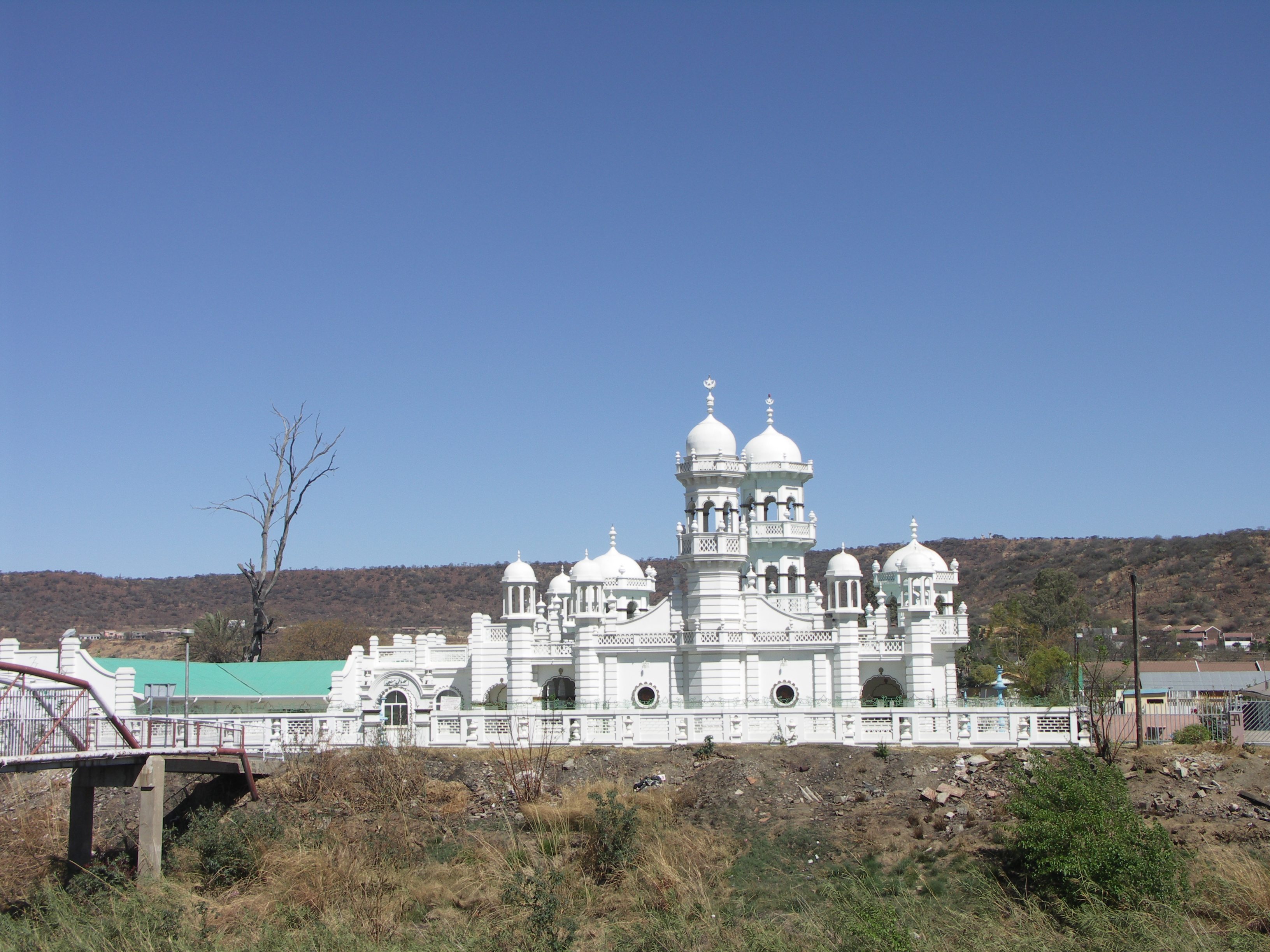
Moschea sufista a Ladysmith

Le religioni più diffuse sono quelle cristiane:
protestantesimo della chiesa riformata sudafricana (circa 35%);
cattolicesimo (10%);
anglicanesimo (10%);
metodismo, luteranesimo e altre fedi cristiane (nel complesso circa 30% compreso anche il Rastafarianesimo).
Si hanno poi islamici (1,5%), induisti (1,5%) ed ebrei (0,5%).
Ecco il quadro completo secondo il censimento del 2016:
| RELIGIONE                   | PERC. |
| --------------------------- | ----- |
| Chiesa di Zion              | 6,8%  |
| Pentecostali                | 8,7%  |
| Cattolici                   | 6,4%  |
| Metodisti                   | 5,9%  |
| Chiesa Riformata Olandese   | 7,9%  |
| Anglicani                   | 7,0%  |
| altri Cristiani             | 34,8% |
| Musulmani                   | 1,4%  |
| Induisti                    | 1,5%  |
| Ebrei                       | 0,4%  |
| altro (animisti e buddisti) | 3,7%  |
| non specificata             | 1,6%  |
| nessuna (atei e agnostici)  | 13,9% |

Nel Paese c'è anche una forte presenza e un notevole numero di aderenti al Rastafarianesimo.

### Lingue
Le lingue ufficiali sono 11 e corrispondono alle varie etnie. I meticci del Capo parlano in maggioranza l'afrikaans, mentre gli asiatici usano soprattutto l'inglese.
Ecco il quadro completo secondo il censimento del 2001:

Lingue principali in Sudafrica:
Afrikaans
Inglese
Ndebele del sud
Xhosa
Zulu
Sesotho del Nord
Sesotho del Sud
Tswana
Swati
Venda
Tsonga
Lingue secondarie

     Afrikaans
     Inglese
     Ndebele del sud
     Xhosa
     Zulu
     Sesotho del Nord
     Sesotho del Sud
     Tswana
     Swati
     Venda
     Tsonga
     Lingue secondarie
| LINGUA           | PERC.  | AB.        |
| ---------------- | ------ | ---------- |
| Zulu             | 18,7%  | 10 677 000 |
| Xhosa            | 17,1%  | 7 907 000  |
| Afrikaans        | 15,8%  | 5 983 000  |
| Sesotho del Nord | 9,4%   | 4 209 000  |
| Tswana           | 7,6%   | 3 677 000  |
| Inglese          | 11,3%  | 3 673 000  |
| Sesotho del Sud  | 7,4%   | 3 555 000  |
| Tsonga           | 4,5%   | 1 992 000  |
| Swati            | 3,0%   | 1 194 000  |
| Venda            | 3,9%   | 1 022 000  |
| Ndebele del Sud  | 1,4%   | 712 000    |
| Altre lingue     | 0,8%   | 217 000    |
| Totale           | 100,0% | 44 820 000 |

### Immigrazione
Nella seguente tabella vengono riportate le cifre di Statistics South Africa sulle ipotesi di immigrazione in Sudafrica in base al tipo di popolazione; i numeri negativi rappresentano la migrazione netta dal Sudafrica verso altri Paesi.
| Anno      | Africani  | Asiatici | Bianchi  |
| --------- | --------- | -------- | -------- |
| 1985-2000 | 1 078 546 | 22 772   | -274 895 |
| 2001-2005 | 768 725   | 43 563   | -164 994 |
| 2006-2010 | 936 880   | 59 482   | - 87 661 |
| 2011-2015 | 1 879 325 | 72 068   | -31 574  |

## Ordinamento dello Stato
Dal punto di vista dell’ordinamento dello Stato il Sudafrica è una repubblica parlamentare benché con la singolarità (tipica delle repubbliche presidenziali) di avere la figura del capo di Stato e quella di Governo unificate. Il Paese vanta la caratteristica di essere l’unica entità sovrana al mondo ad avere tre capitali: Pretoria, sede del governo, è la capitale amministrativa; Città del Capo, che ospita il parlamento, è quella legislativa, mentre Bloemfontein, sede della corte suprema d’appello, è capitale giudiziaria. Ai fini di rappresentatività internazionale, comunque, la capitale riconosciuta è Pretoria in quanto sede del Capo di Stato.
Altre località importanti del Paese, per ragioni storiche, economiche e politiche, sono Johannesburg (la città più popolosa del Sudafrica e una delle più grandi del continente), Port Elizabeth, East London e Durban.

### Suddivisione amministrativa
Fino al 1994 il Sudafrica era suddiviso nelle tradizionali quattro repubbliche boere (Capo, Transvaal, Orange e Natal) e in dieci bantustan. Questa suddivisione venne sostituita con una più aderente alla distribuzione demografica, che conta nove province autonome. Il Kwazulu-Natal ha una struttura amministrativa diversa dalle altre province, di tipo monarchico; l'attuale sovrano (re degli zulu) è Misuzulu Zulu.
| Province del Sudafrica            | Province del Sudafrica | Province del Sudafrica | Province del Sudafrica | Province del Sudafrica | Province del Sudafrica |
| Provincia                         | Capoluogo              | Abitanti capoluogo     | Superficie (km²)       | Abitanti               | Densità (ab./km²)      |
| --------------------------------- | ---------------------- | ---------------------- | ---------------------- | ---------------------- | ---------------------- |
| Provincia del Capo Occidentale    | Città del Capo         | 3 569 359              | 129 370                | 5 018 906              | 37,82                  |
| Provincia del Capo Settentrionale | Kimberley              | 182 937                | 361 830                | 1 144 535              | 2,25                   |
| Provincia del Capo Orientale      | Bhisho                 | 147 593                | 169 580                | 6 977 948              | 38,41                  |
| KwaZulu-Natal                     | Pietermaritzburg       | 891 607                | 92 100                 | 10 226 814             | 109,46                 |
| Stato libero                      | Bloemfontein           | 583 253                | 129 480                | 3 004 846              | 21,23                  |
| Provincia del Nordovest           | Mahikeng               | 74 165                 | 116 320                | 3 405 933              | 29,28                  |
| Gauteng                           | Johannesburg           | 3 888 180              | 17 010                 | 10 043 168             | 578,77                 |
| Mpumalanga                        | Mbombela               | 116 705                | 79 490                 | 3 632 837              | 45,70                  |
| Limpopo                           | Polokwane              | 136 107                | 123 910                | 5 477 449              | 44,20                  |

### Città principali
Nel 2007 in Sudafrica vi erano sei municipalità con oltre un milione di abitanti e otto che contavano tra i 500 000 e un milione di abitanti (nel 2001 erano sei). Alcuni di essi sono costituiti da centinaia di minuscoli insediamenti molto vicini l'uno all'altro.

### Istituzioni

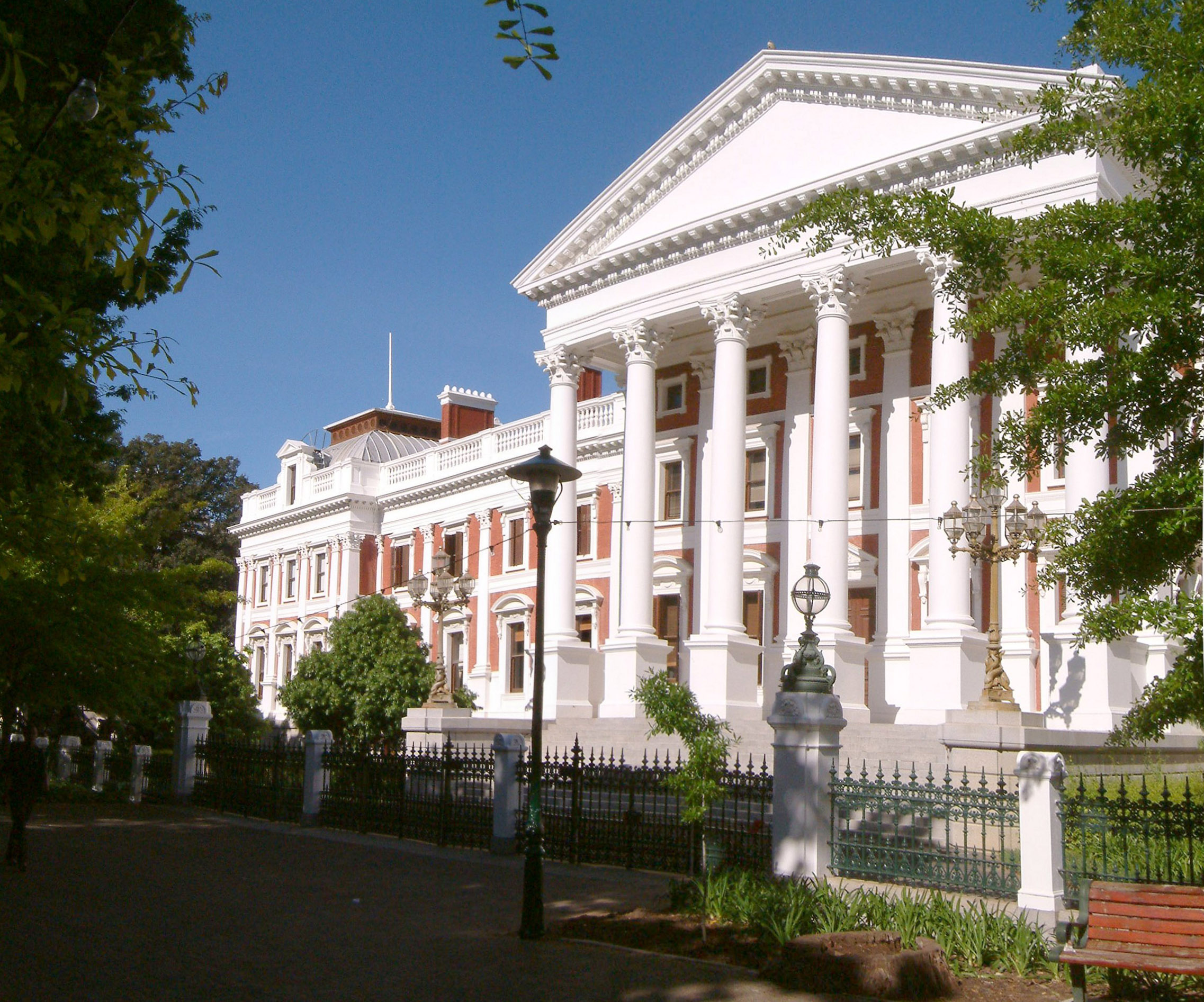
Palazzo del Parlamento a Città del Capo

#### Costituzione
La Costituzione in vigore è stata emanata il 10 dicembre 1996. Più precisamente, la Costituzione del Sudafrica è entrata in vigore il 4 febbraio 1997.

#### Poteri dello Stato
Il Presidente è anche Capo del Governo del Sudafrica, dunque ha poteri molto ampi. Egli è eletto dall'Assemblea nazionale, la quale, per prassi, lo individua nel leader del partito vincitore delle elezioni. Questi esercita il potere esecutivo direttamente.
Il potere legislativo spetta al parlamento bicamerale, composto di Consiglio nazionale delle province, già Senato (90 membri eletti in ognuna delle province per la durata di cinque anni), e Assemblea nazionale (400 membri eletti dal popolo con il sistema proporzionale, senza soglia di sbarramento, allo scopo di rappresentare anche le etnie minoritarie, per la durata di cinque anni).
Per legge devono partecipare al governo attraverso la nomina di vicepresidenti tutti i partiti che superano il 20% dei suffragi.
Il potere giudiziario è indipendente ed autonomo ed il sistema si basa sulla Common Law britannica e sui retaggi del diritto olandese. Al vertice c’è la Corte costituzionale del Sudafrica.
Le forze armate sono state riorganizzate nel 1994 e ora sono racchiuse nella South African National Defence Force (SANDF), organo cui fanno capo tutte le armi dell'esercito e della polizia. La SANDF ha assorbito tutte le precedenti strutture militari ufficiali e non, ivi comprese la vecchia SADF, i servizi segreti sudafricani e l'ala militare dell'ANC.

#### Ordinamento scolastico

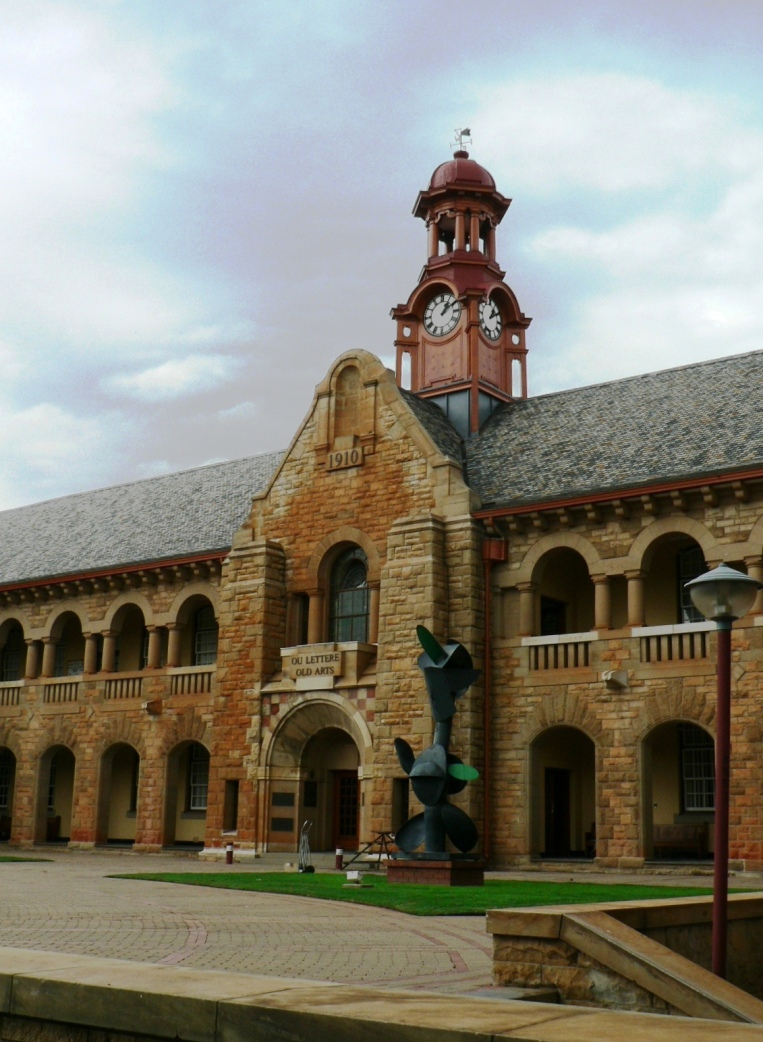
Università di Pretoria

L'istruzione è obbligatoria tra i sette e gli undici anni.
L'istruzione primaria dura sette anni; essa è divisa in una sezione inferiore (due anni) e una superiore; l'istruzione secondaria è quadriennale e comprende una sezione inferiore triennale che termina con un esame (Junior Certificate) e una sezione superiore, che si conclude con un esame di ammissione universitaria (Matriculation).

#### Università
La più antica università del Sudafrica è stata inaugurata il 1º ottobre 1829: si tratta dell'Università di Città del Capo (sorta come South African College).

#### Sistema sanitario

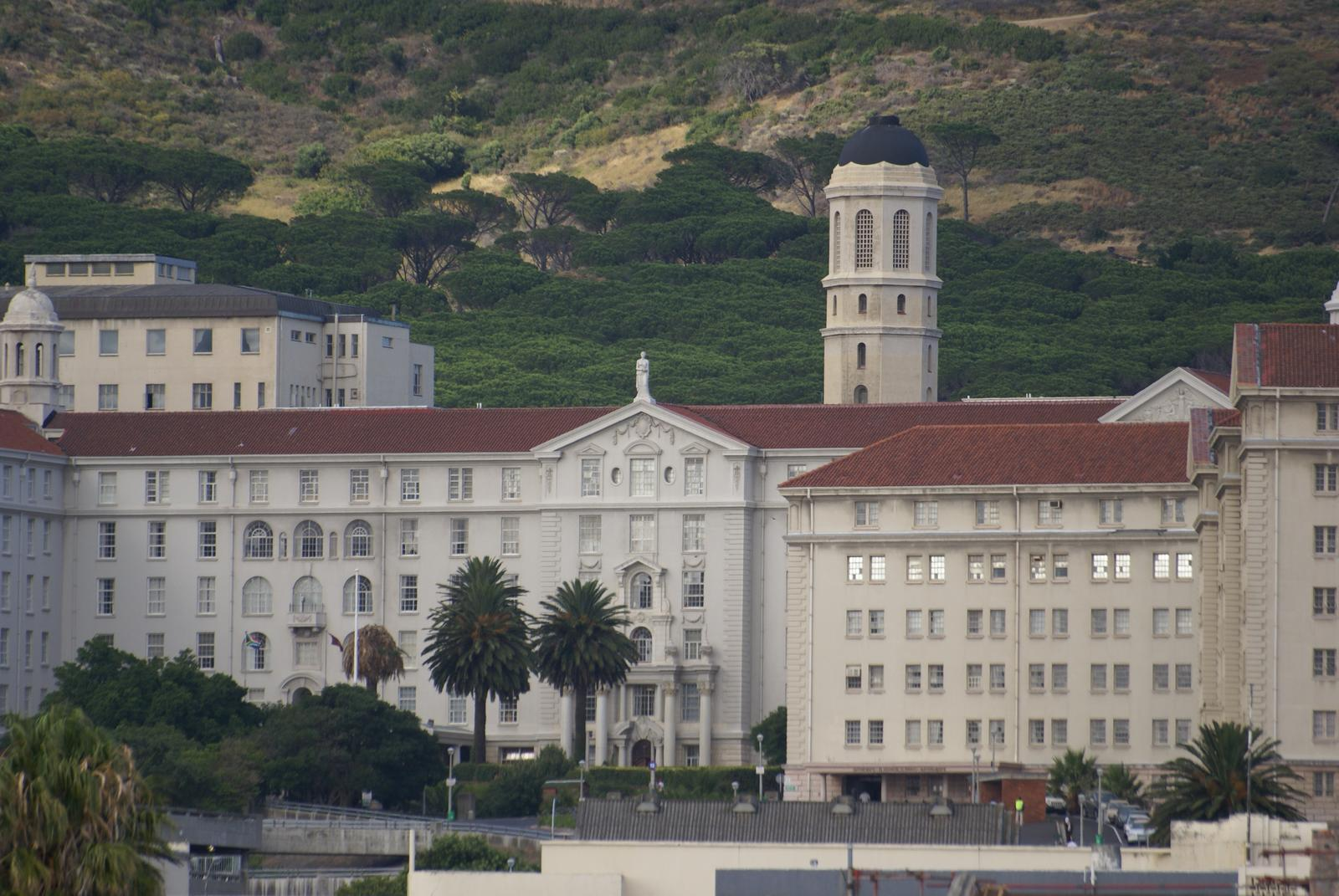
L'Ospedale Groote Schuur dove avvenne il primo trapianto di cuore

Il sistema sanitario e di sicurezza sociale sono da sempre molto sviluppati e fortemente integrati, sia nel settore pubblico sia in quello privato. Essi assicurano benefici o sussidi ai disoccupati, agli invalidi civili e militari, agli anziani, ai malati cronici. L'assistenza medica è gratuita per i bambini fino al compimento del sesto anno di età e per le donne incinte. La legge sudafricana impone un basso costo per i medicinali contro l'AIDS sin dal 1999. Dopo un'iniziale opposizione nel 2001 le case farmaceutiche hanno accettato questa legge. La prima operazione di trapianto cardiaco al mondo avvenne in Sudafrica nel 1967 per opera del chirurgo Christiaan Barnard, presso l'ospedale Groote Schuur.

#### Forze armate
| South African Army Esercito Sudafricano      | South African Army Esercito Sudafricano                                                           |
| Descrizione generale                         | Descrizione generale                                                                              |
| -------------------------------------------- | ------------------------------------------------------------------------------------------------- |
| Attiva                                       | 1912 - oggi                                                                                       |
| Nazione                                      | Sudafrica                                                                                         |
| Tipo                                         | esercito                                                                                          |
| Dimensione                                   | 39.445 unità attive 12.300 in riserva                                                             |
| Guarnigione/QG                               | Pretoria, Gauteng                                                                                 |
| Battaglie/guerre                             | Prima guerra mondiale, Seconda guerra mondiale, Guerra di Namibia, Conflitto dell'Africa Centrale |
| Sito internet                                | http://www.army.mil.za/                                                                           |
| Parte di                                     |                                                                                                   |
| Forze di Difesa Nazionali del Sudafrica      |                                                                                                   |
|                                              |                                                                                                   |
| Comandanti                                   |                                                                                                   |
| Ministro della difesa                        | Nosiviwe Mapisa-Nqakula                                                                           |
| Comandante attuale                           | Vusumuzi Masondo                                                                                  |
| Voci su unità militari presenti su Wikipedia |                                                                                                   |

Il South African Army (Esercito del Sudafrica in lingua inglese) è la principale forza armata della Repubblica del Sudafrica e si occupa della difesa terrena nazionale. La sua nascita risale al 1912, durante la così nota Unione Sudafricana.
Il ruolo dell'esercito del Sudafrica ha subito un processo fortemente evolutivo negli anni successivi al 1994, anche in occasione della sua armonizzazione all'interno delle neonate Forze di difesa nazionali, che raggruppa le tre forze armate (terra, mare e acqua) e il servizio medico militare.
Al giorno d'oggi l'esercito si sta rendendo sempre più partecipe e protagonista nelle missioni di peacekeeping in Africa del sud, spesso come parte di più ampie operazioni dell'Unione africana.
È doveroso citare anche il programma nucleare che il Paese mise in atto a partire dal 1974 sotto la spinta dell’allora primo ministro Balthazar Johannes Vorster. Il Sudafrica dispose di un armamento costituito da sei testate, più una settima mai completata. Con il crollo dell’Apartheid, tuttavia, il governo decise spontaneamente di rinunciare al suo arsenale nucleare, smantellandolo definitivamente verso il 1990.

## Politica

### Politica interna
Dalla fine dell'apartheid e con il suffragio universale all'inizio degli anni '90, la forza politica dominante è l'African National Congress (ANC), peraltro diviso in correnti.

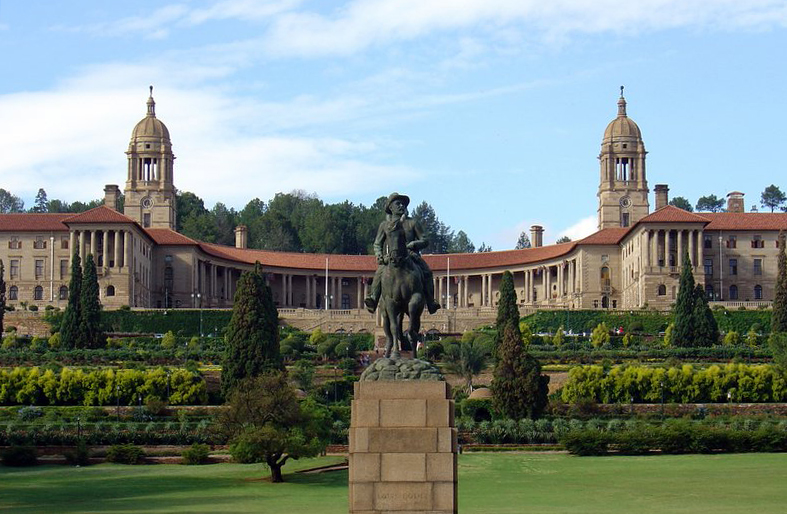
L'Union building, sede dell'esecutivo del Sudafrica

Le elezioni generali del 1994 videro prevalere l'ANC (62,65% e 252 seggi) sul Partito Nazionale (NP: 20,39% e 82 seggi), ex-partito guida dei bianchi, e sul Partito della Libertà Inkatha (IFP: 10,54% e 43 seggi), partito degli zulu. Solo altri 4 partiti entrarono in Assemblea Nazionale, con 23 seggi in totale. L'ANC optò per un governo sostenuto dai tre maggiori partiti. L'Assemblea Nazionale elesse presidente Nelson Mandela (ANC).

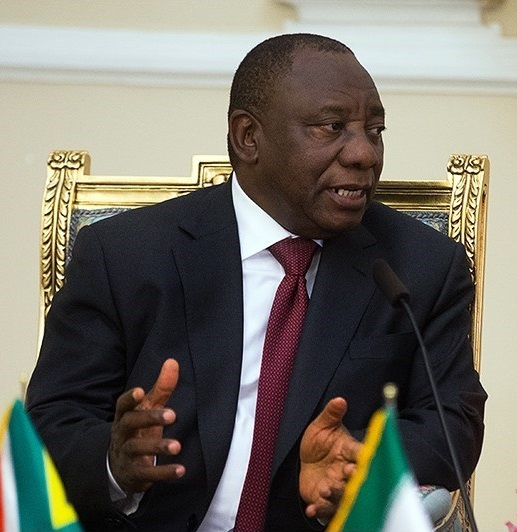
Cyril Ramaphosa, attuale presidente del Sudafrica

Nelle elezioni generali del 2 giugno 1999 si rafforzò l'ANC (66,35% e 266 seggi) e crollò il NNP (ex-NP: 6,87% e 28 seggi), superato dal Partito Democratico (DP: 9,56% e 38 seggi), ex-opposizione durante l'apartheid, e dal IFP (8,58% e 34 seggi), mentre si affermò l'interrazziale Movimento Democratico Unito (UDM: 3,42% e 14 seggi). Altri 8 partiti entrarono in Assemblea Nazionale, con 20 seggi in totale. L'ANC confermò l'alleanza di governo con il NNP e l'IFP. Thabo Mbeki (ANC) fu eletto presidente.
Le elezioni generali del 14 aprile 2004 videro l'ulteriore rafforzamento dell'ANC (69,69% e 279 seggi) e della Alleanza Democratica (DA, ex-DP: 12,37% e 50 seggi) e l'indebolimento dell'IFP (6,97% e 28 seggi) e dell'UDM (2,28% e 9 seggi) e soprattutto del NNP (che confluì nell'ANC nel 2005). Altre 8 liste entrarono in Assemblea Nazionale, con 34 seggi in totale. L'ANC decise di governare da solo. Thabo Mbeki (ANC) fu rieletto presidente.
Dalle elezioni del 2004 il governo dell'ANC gode di una vasta maggioranza e di un appoggio da parte di altri partiti minori, come per esempio il Partito Comunista Sudafricano e dalla Confederazione sindacale più importante nel Paese, il Congress of South African Trade Unions (COSATU). I punti di disaccordo interni ai movimenti sindacali relativi alle politiche del lavoro e della distribuzione del reddito sono passati in secondo piano al momento delle elezioni, per poi riaccendersi nel periodo post-elettorale. Il governo è stato accusato di non tenere fede a quanto annunciato durante la vasta campagna elettorale con lo slogan “crescita, impiego e ridistribuzione (growth, employment and redistribution – GEAR), che di fatto ha lasciato indietro la redistribuzione, fatta eccezione che per la élite legata al Governo a livello provinciale e nazionale.
Nelle elezioni generali del 22 aprile 2009 si è avuta la vittoria dell'ANC, anche se indebolita dalla recente scissione del Congresso del Popolo (CoPe), e il rafforzamento della DA. Jacob Zuma (ANC) è stato eletto presidente.
L'attuale politica interna è volta soprattutto alla lotta all'AIDS e alla criminalità, che ha raggiunto, specie nelle grandi città, livelli insostenibili. Altro punto delicato che il governo si trova costantemente ad affrontare è quello della tutela delle diverse etnie, tutte molto gelose della propria autonomia. Anche il problema della corruzione ai vertici dell'ANC, che ha il monopolio del potere politico, ha causato notevoli dissidi.
Sebbene vari analisti siano d'accordo nel predire un futuro relativamente roseo per il Paese, sono ancora molti i problemi che il Sudafrica si trova a affrontare, e molti di questi (soprattutto la violenza, il divario sociale ricchi-poveri e l'AIDS) rischiano di destabilizzarlo fatalmente. La riequilibratura tra lo standard di vita della minoranza bianca e quello della maggioranza nera è ancora un'utopia, con metà della ricchezza concentrata nelle mani del 10% della popolazione. Le leggi di “discriminazione positiva” per garantire delle quote ai neri non hanno prodotto i risultati sperati (il differenziale tra i più ricchi e i più poveri continua ad aumentare), così come la riforma agraria che continua a essere la questione più dibattuta.
Il periodo di assestamento successivo alla fine del potere bianco dura ancora oggi, e i risultati si fanno sentire: in dodici anni il Paese ha perso ventinove posizioni nell'indice di sviluppo umano, il 40% della popolazione vive ancora sotto la soglia di povertà, il lavoro nero e la criminalità fioriscono soprattutto nelle township di periferia.
Il Sudafrica presenta una società ancora troppo divisa lungo le linee di appartenenza razziale ove, se la parte nera della popolazione dispone di gran parte del potere politico, quella bianca (integrata dalla élite che ha consentito il mantenimento dello status quo) esercita un notevole controllo su quello economico. L'ANC ha in cantiere una serie di provvedimenti legislativi che dovrebbero consentire alla popolazione di colore di disporre di una considerevole parte del potere economico e finanziario, secondo il cosiddetto Black Economic Empowerment (BEE), che prevede il possesso di quote azionarie e la presenza nei Consigli di amministrazione da parte della popolazione di colore. I principali problemi del Sudafrica sono, al momento attuale, un elevatissimo tasso di disoccupazione, il 33% al 2024, una criminalità violenta e dilagante e un costante aumento della diffusione dell'HIV/AIDS. L'AIDS rappresenta una vera piaga sociale, che colpisce quasi il 30% dei Sudafricani. Vedi anche Diffusione dell'HIV in Sudafrica.
Dal 2009, grazie al governo di Zuma, la situazione sanitaria è in miglioramento. Il trattamento dell'AIDS con farmaci anti-retrovirali è aumentato dal 40% al 60%, e la trasmissione dell'infezione da HIV tra madre e feto si è dimezzata. Il nuovo piano si propone di arrivare all'80% di copertura terapeutica dei pazienti e di dimezzare la mortalità per tubercolosi, malattia fortemente associata all'AIDS.
Dal 2012 il governo sudafricano ha istituito l'assicurazione sanitaria nazionale (National Health Insurance) per garantire a tutti i cittadini sudafricani l'assistenza sanitaria essenziale. L'iniziativa è partita con dieci distretti e prevede di estendersi in tutto il Paese per il 2018.

### Politica estera

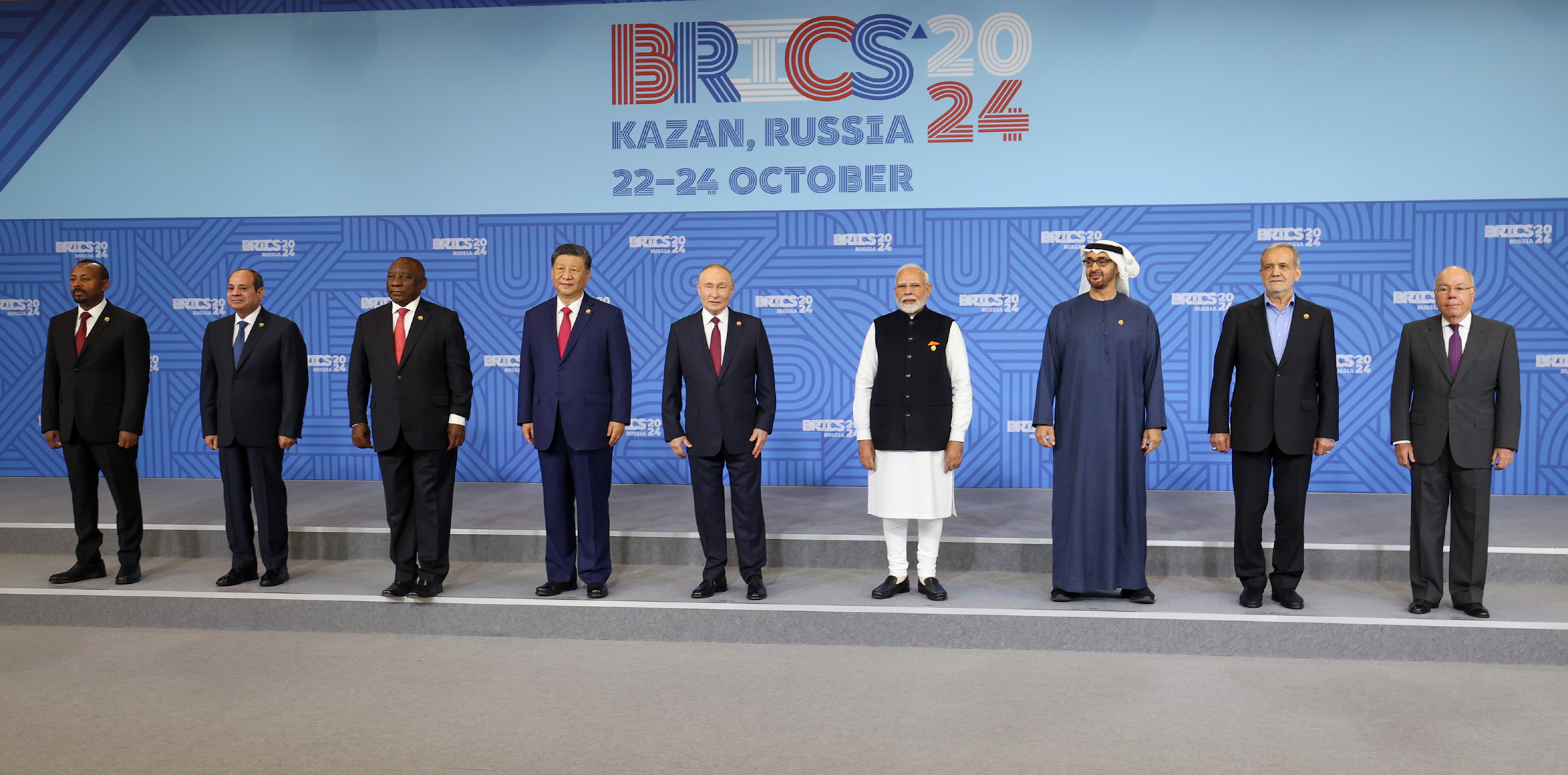
Vertice BRICS del 2024

Il Sudafrica del post-apartheid ambisce, in quanto stato più sviluppato, ad assumere il ruolo di guida degli Stati del continente, e in particolare dell'Africa australe, nonché di mediatore super partes dei vari conflitti. La sua azione nell'ambito della SADC, dell'Organizzazione dell'Unità Africana (OUA) e dell'ONU è stata in questi anni molto incisiva. Il Paese è altresì rientrato nell'orbita britannica, aderendo al Commonwealth e instaurando ottimi rapporti anche con gli altri Paesi economicamente più sviluppati.
Nel 2010 il presidente Jacob Zuma e il presidente Hu Jintao hanno migliorato i rapporti bilaterali firmando gli Accordi di Pechino, che hanno sancito il passaggio da "partership strategica" a "partership strategica completa" in materia economica e politica, con il rafforzamento dell'interazione anche tra i partiti al potere e tra le assemblee legislative.
Nel 2011 il Sudafrica è entrato a fare parte dell'associazione di Paesi emergenti nota come BRICS con Brasile, Russia, India e Cina, che Zuma ha definito i più importanti partner commerciali per il Paese e per l'Africa nel suo complesso. Zuma ha dichiarato che i Paesi BRICS cooperano nel seno delle Nazioni unite, del G20, e del forum IBSA fra India, Brasile e Sudafrica.
Il Sudafrica è anche membro del G20 dei Paesi in via di sviluppo, in cui con altri tre Paesi (Cina, India e Brasile) ha funzione di guida (G4).

## Economia

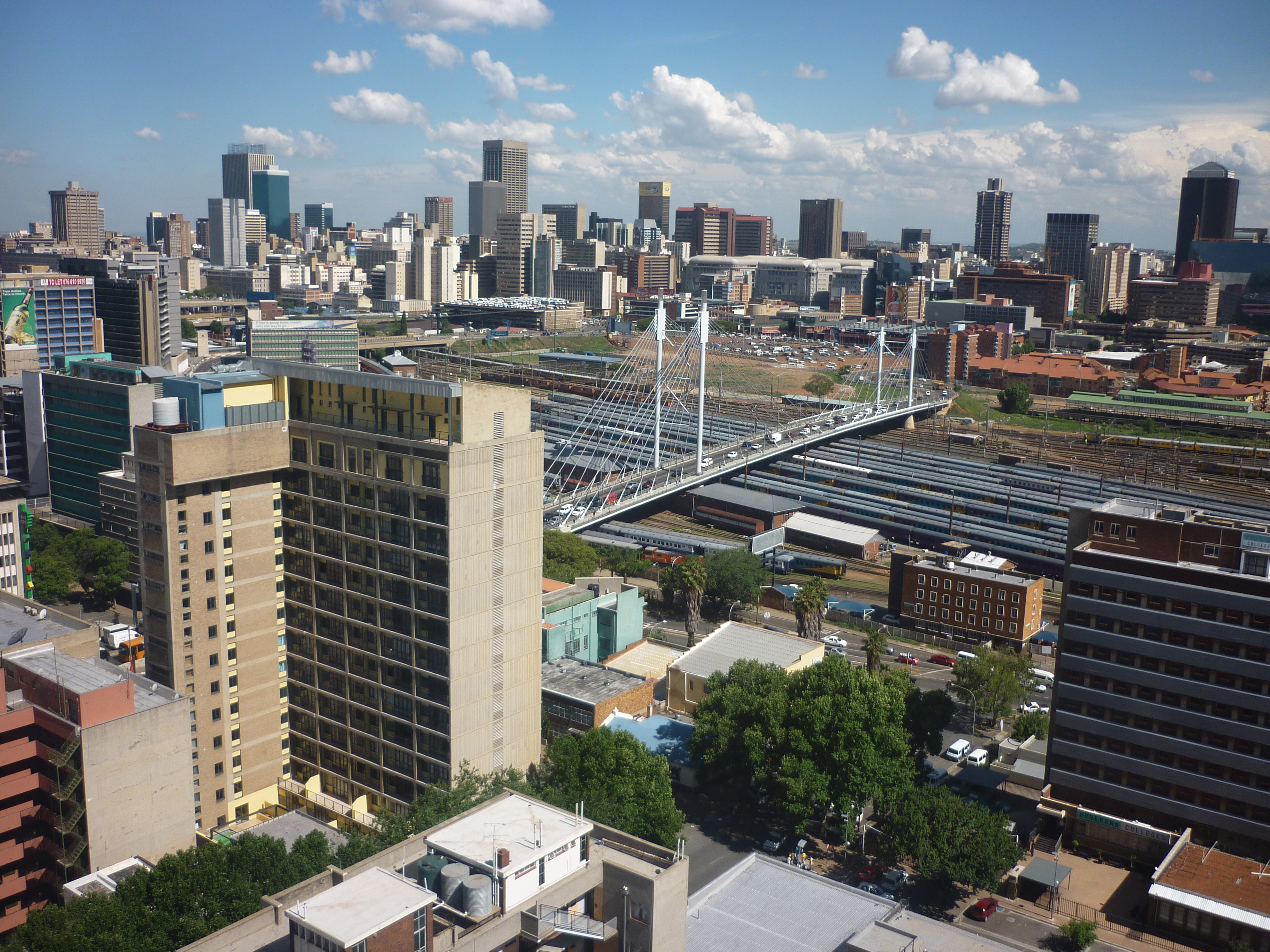
Johannesburg, capitale economica del Paese

Nonostante i gravi problemi sociali ereditati dall'apartheid, l'economia del Sudafrica è la terza economia più importante del continente africano.
Il Paese produce da solo oltre un terzo del reddito continentale, grazie soprattutto alle risorse minerarie (oro, diamanti, platino, ferro, cromo, carbone) e alle industrie collegate.
Alcuni valori macroeconomici per l'anno 2015 sono: tasso di crescita del PIL pari al +2% annuo, debito pubblico pari al 35% del PIL, budget deficit/PIL 4%, tasso prime rate 9,25%, disoccupazione 24%, inflazione 6%.
L'agricoltura è tra le più sviluppate dell'Africa, anche se con forti squilibri: alle efficienti e produttive aziende agricole che attuano un'agricoltura di piantagione altamente specializzata si affiancano le agricolture di sussistenza, praticate nei villaggi con metodi tradizionali. L'agricoltura e la pesca non solo soddisfano l'intero fabbisogno nazionale, ma producono anche prodotti da esportazione. La produzione di cereali è concentrata nel cosiddetto "triangolo del mais", cioè l'area compresa fra la città di Mafikeng, il Lesotho e lo Swaziland. Il 69% del terreno agricolo del Paese è comunque destinato all'allevamento: il Sudafrica è uno dei principali produttori di lana di pecora e di pellicce di karakul.
Per quanto riguarda la silvicoltura il Paese ha messo a punto programmi di rimboschimento di pini ed eucalipti, specie che sono alla base delle esportazioni di legno grezzo e dello sviluppo di importanti attività industriali. Le aree dove tale settore è più sviluppato sono il Mpumalanga e la zona di George.

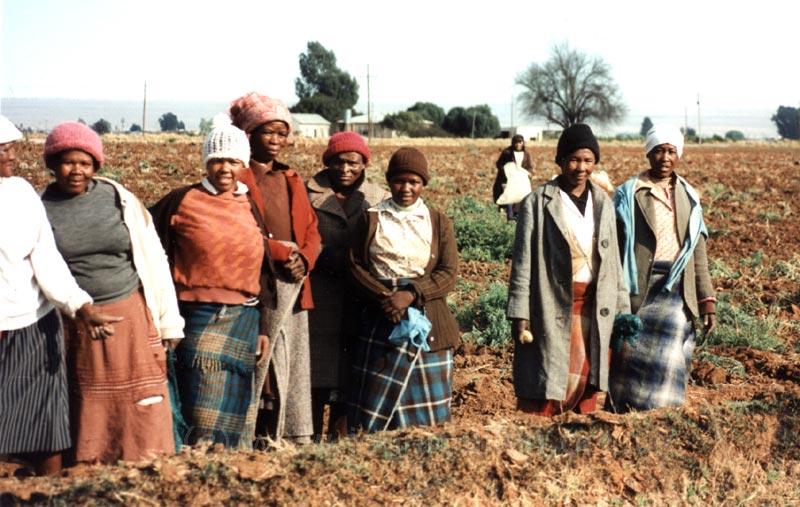
Contadini sudafricani

L'attività mineraria e l'industria rappresentano i settori più importanti dell'economia sudafricana. Ai giacimenti di oro e diamanti, iniziale richiamo per i colonizzatori, si affiancano altre risorse presenti in maniera diversificata e in grande quantità nel sottosuolo, come argento, platino, uranio e carbone. Grazie a ciò si è sviluppata anche un'importante industria pesante, che va a sommarsi a quelle che producono beni di consumo (meccaniche, tessili e alimentari) o di lavorazione dei prodotti agricoli e della pesca.
All'incirca il 93% dell'energia è di origine termica.
Da circa un decennio le industrie metallurgiche italiane collaborano con quelle sudafricane, questo ha permesso a entrambe le nazioni un miglioramento economico notevole.
Il livello relativamente alto di sviluppo economico del Paese non impedisce una larga diffusione della povertà: circa il 40% della popolazione del Paese vive con meno di due dollari statunitensi al giorno. Nel 2019 lo stipendio medio dei sudafricani bianchi è 3,5 volte superiore a quello dei sudafricani neri. La disoccupazione colpisce il 27% della popolazione.
Nel 2018 trentamila aziende agricole commerciali impiegavano circa 840 000 lavoratori agricoli. Le condizioni di vita di questi ultimi sono spesso difficili; molti vivono in baraccopoli senza acqua corrente. Il direttore dell'associazione per la promozione rurale, Laurel Oettle, sottolinea che i lavoratori stagionali non hanno un reddito per mesi. Alcuni sono talvolta pagati in prodotti agricoli. Ci sono molti casi di abusi sessuali. L'accesso alle tombe degli antenati dà luogo a conflitti con i proprietari.

### Trasporti
- Strade: 362 000 km (la guida è a sinistra)
  - Strade nazionali: 7 200 km
- Ferrovie: 22 916 km (scartamento 1 067 mm)

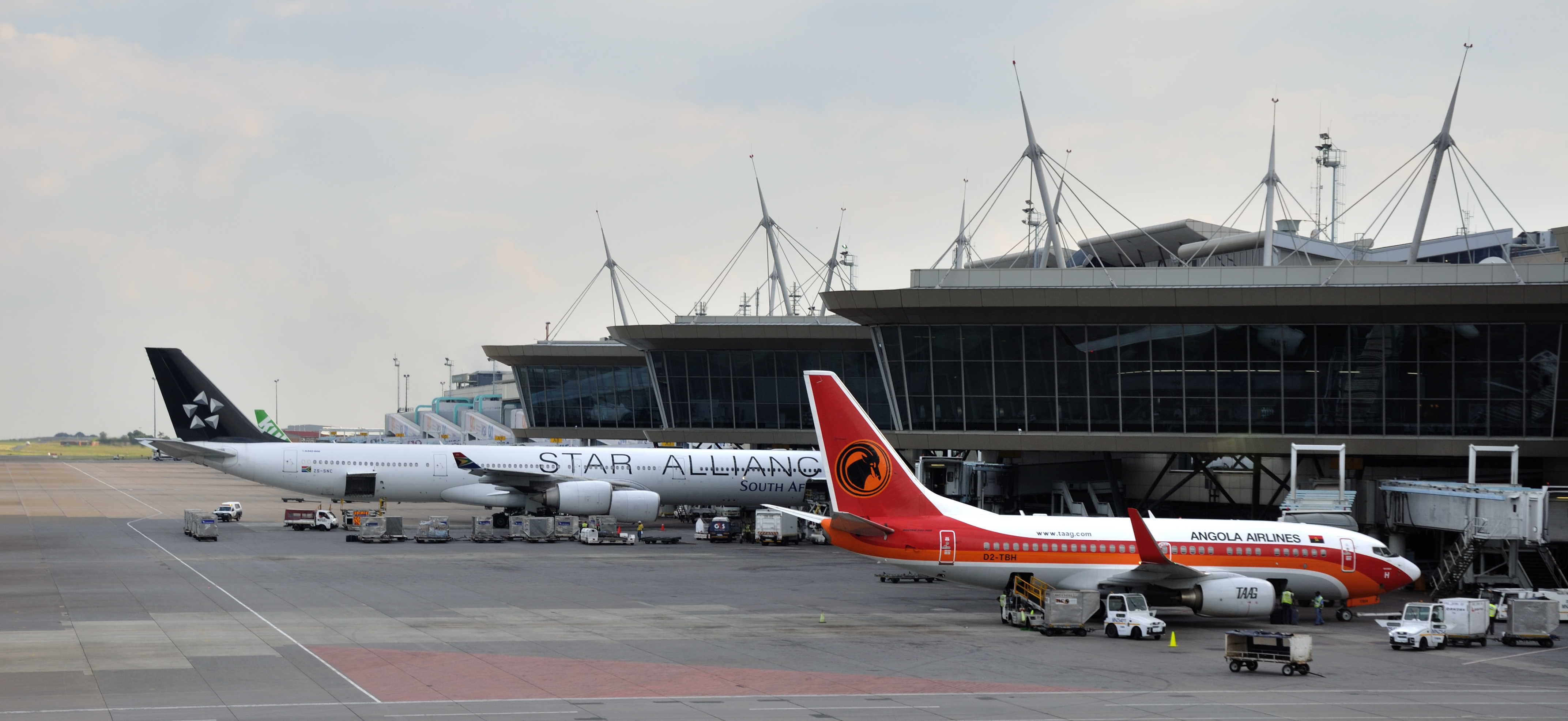
Aeroporto Internazionale OR Tambo

- Porti: Città del Capo, Durban, East London, Mosselbaii, Port Elizabeth, Richards Bay, Saldanha
- Marina mercantile: otto navi per 371 000 tsl
- Aeroporti: 740 (2001) tra cui l'Aeroporto Internazionale OR Tambo (ex Johannesburg International ex Jan Smuts International) (Johannesburg)

## Ambiente
Il 5% del territorio è protetto (il 4% è parzialmente protetto).
Trattati ambientali:
- Convenzione di Ramsar
- CITES
- CBD Convenzione sulla Diversità Biologica
- Protocollo di Montréal (emissione CFC)
- Basilea (rifiuti tossici)

In risposta alla siccità nell'ottobre 2019, le autorità hanno introdotto restrizioni idriche nelle principali città del Paese. Diverse regioni del centro e del nord del Paese avevano già subito tagli idrici, in particolare a causa del fallimento delle strutture del principale fornitore sudafricano di acqua, Rand Water. In alcune province, come il Capo orientale e occidentale, la siccità ha rovinato i raccolti e causato la morte di mandrie di bestiame.
Il Sudafrica è il maggiore inquinatore del continente africano e il quattordicesimo al mondo in termini di emissioni di carbonio. Nel 2019 il governo ha introdotto una carbon tax per cercare di incoraggiare le imprese a compiere sforzi. Sebbene sostenuta dalle organizzazioni ambientaliste, questa iniziativa è ancora considerata insufficiente e poco dissuasiva. L'inquinamento atmosferico rappresenterebbe un costo annuo di due miliardi di euro..
Dall'inizio del XX secolo trentasette specie vegetali sono scomparse in Sudafrica, vittime soprattutto della deforestazione..

### Parchi nazionali
- Addo Elephant National Park
- Agulhas National Park
- Augrabies Falls National Park
- Bontebok National Park

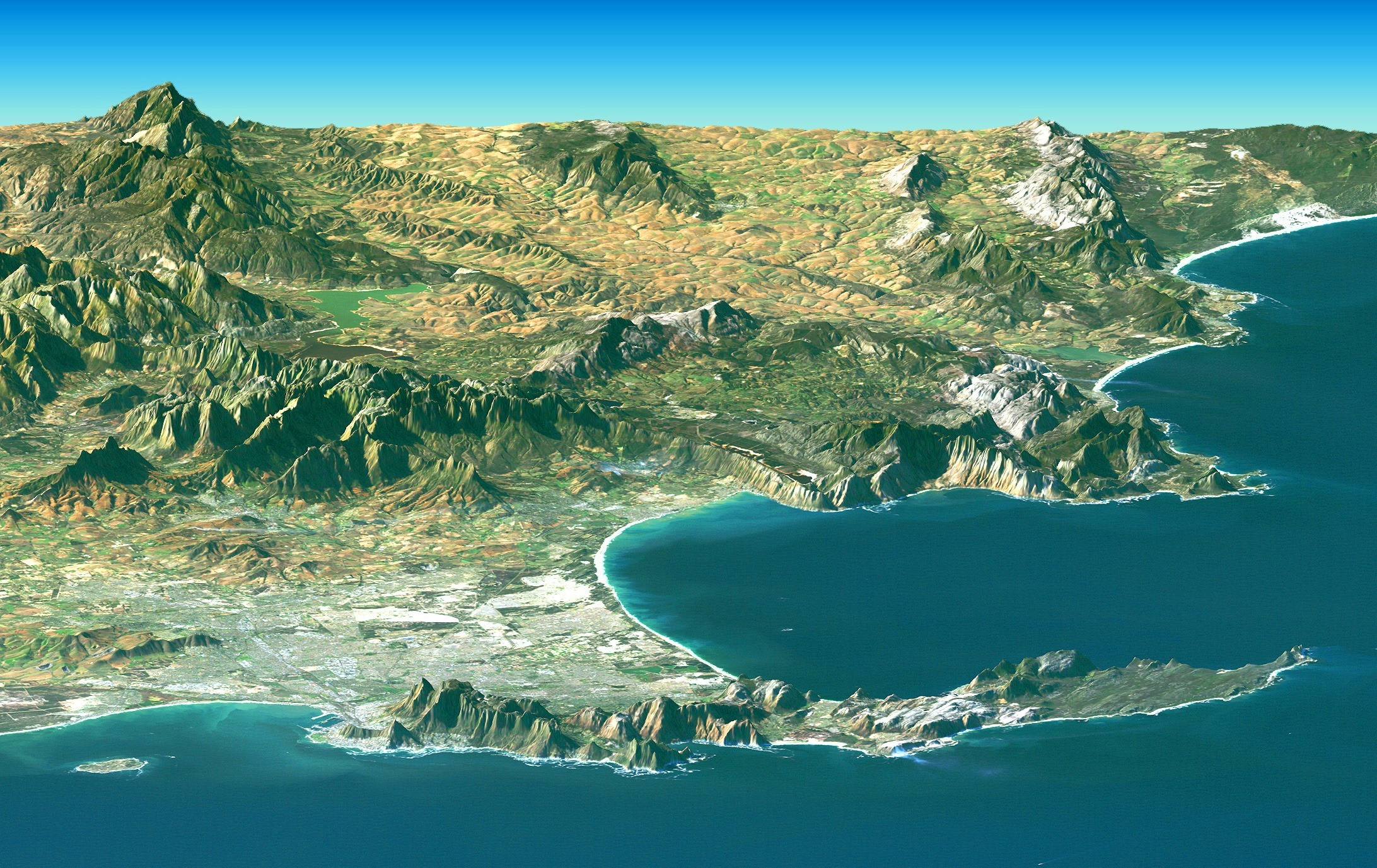
Parco nazionale di Table Mountain

- Golden Gate Highlands National Park
- Karoo National Park
- Kgalagadi Transfrontier Park
- Knysna National Lake Area
- Kruger National Park
- Mapungubwe National Park
- Marakele National Park
- Mountain Zebra National Park
- Namaqua National Park
- Table Mountain National Park
- Tankwa Karoo National Park
- Tsitsikamma National Park
- Vaalbos National Park
- West Coast National Park
- Wilderness National Park

### Flora e fauna

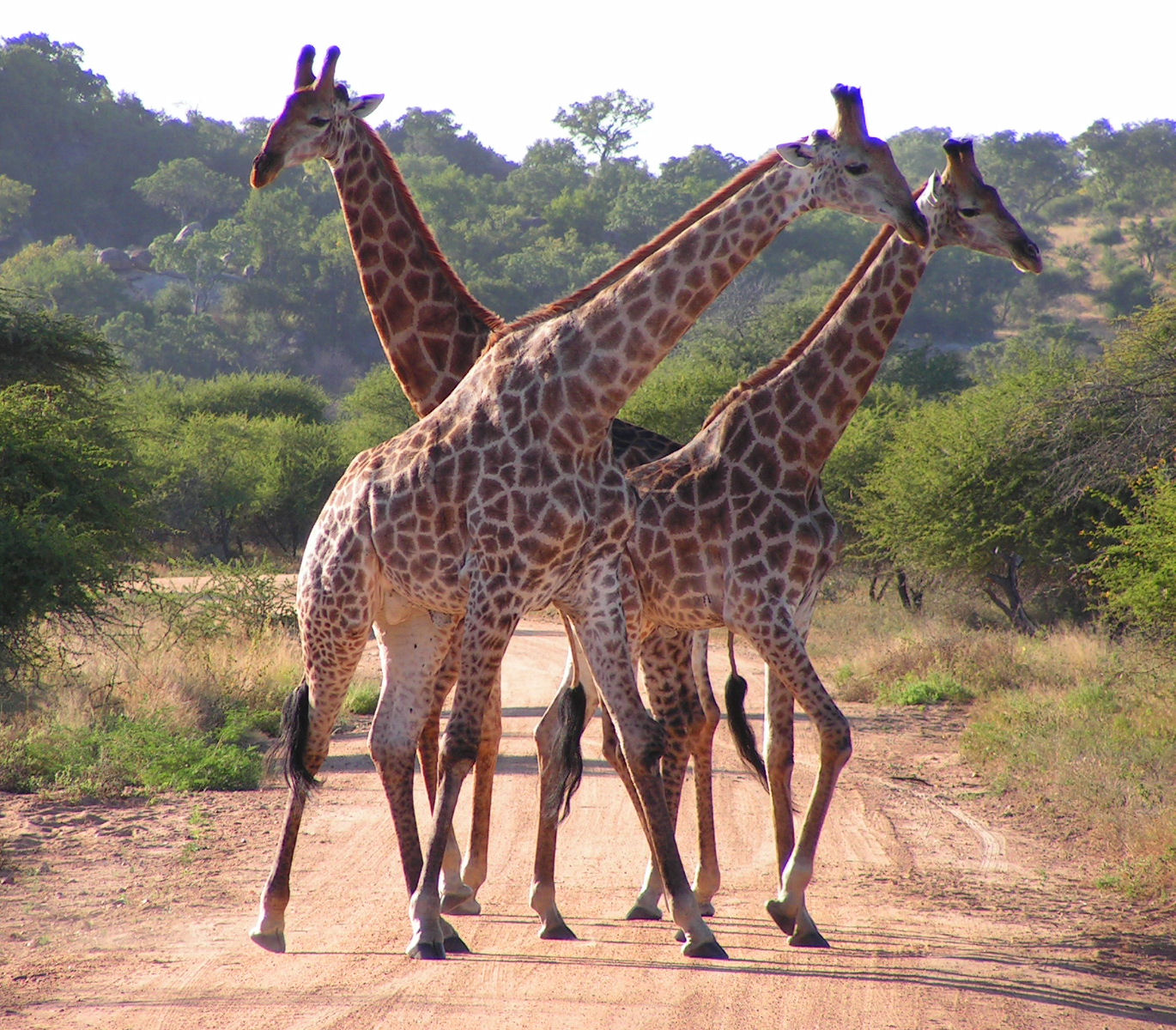
Giraffe al Kruger National Park

Le caratteristiche climatiche si riflettono fedelmente nella copertura vegetale, che si presenta abbondante e rigogliosa nelle regioni meglio irrorate, povera e rada nelle zone dove le precipitazioni scarseggiano. Dal punto di vista floristico si può dividere il Paese in sei principali zone vegetali: la foresta, la savana, la steppa, la macchia di tipo mediterraneo, la steppa desertica e il deserto.
La foresta, che si stende solo su zone che ricevono una quantità copiosa di precipitazioni, ricopre appena lo 0,25% dell'intero territorio ed è di tipo temperato, subtropicale e montano: la foresta temperata è diffusa prevalentemente nella fascia collinare compresa tra i rilievi del Langeberge e la costa meridionale e in aree più modeste del Natal centrale; la foresta subtropicale si estende lungo la fascia costiera del Natal e della sezione orientale della Provincia del Capo; la foresta montana nelle medesime regioni di quella subtropicale, ma in aree più ristrette e prevalentemente sui versanti più esposti ai venti umidi.
La savana è diffusa principalmente nel Transvaal settentrionale e orientale, nella porzione settentrionale e sud-orientale della Provincia del Capo e nella fascia costiera del Natal; spesso è associata a piante di alto fusto, quali l'acacia, l'euforbia e il baobab.
Alla savana succede gradualmente, procedendo verso l'interno, la steppa, che si stende a coprire una vasta sezione dell'altopiano, delimitata a ovest dall'isoieta di 375 mm, e precisamente il Transvaal centrale e meridionale, l'Orange Free State, gran parte del Natal e la sezione più orientale della Provincia del Capo.

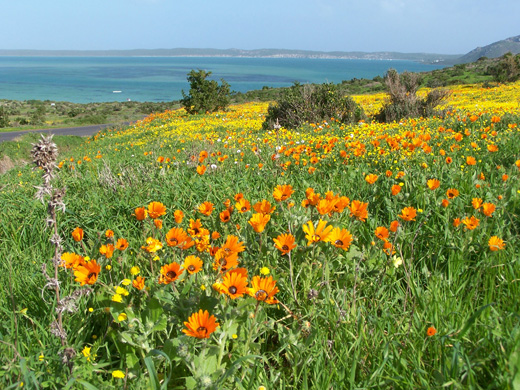
Campo di fiori al West Coast National Park

La copertura vegetale tipica della cuspide sud-occidentale del Paese che gode di clima mediterraneo, con estati calde e asciutte e inverni miti e piovosi, è la macchia di tipo mediterraneo, che costituisce un'associazione mista, erbacea e arbustiva, con caratteri spesso accentuatamente xerofili.
Dalla macchia e dalla steppa si trapassa gradualmente nella steppa desertica, che è caratterizzata da piante succulente e da arbusti spinosi e che si estende prevalentemente sull'Hoë Karroo; più a ovest, nel Namakwaland sudafricano e nel Bosmanland, la vegetazione si impoverisce e il paesaggio assume l'aspetto del deserto, ravvivato qua e là da pochi arbusti spinosi.
Per le caratteristiche della sua fauna il territorio della Sudafrica è considerato parte della regione etiopica, di cui però costituisce una subregione particolare per certe peculiarità, quali l'assenza degli scimpanzé, dei gorilla e di vari tipi di pappagalli e la presenza di springboks (antilopi del Sudafrica) e di altri animali, fra i quali una grande varietà di insetti. La diffusione dei bantu e la colonizzazione dei bianchi hanno ridotto notevolmente il numero dei grandi carnivori e degli erbivori che nei secoli passati popolavano queste terre: il rinoceronte bianco è rappresentato da pochi esemplari in una riserva dello Zululand; l'elefante sopravvive solo nella foresta temperata di Knysna e nel Kruger National Park; qui si trovano anche numerosi leoni, che vivono liberamente anche nel Trasvaal settentrionale. Numerosi sono i roditori (circa centocinquanta specie) e i felini, come il gatto selvatico, la lince, il leopardo e il gattopardo. Ci sono ben trecentocinquanta specie di rettili, di cui centoventicinque di serpenti, quali il cobra, il pitone e la vipera; la diffusione dei coccodrilli è limitata alla sezione nord-orientale del Paese. Numerosi sono i ragni, gli scorpioni e così pure gli insetti, dei quali si calcola esistano nell'Africa meridionale almeno 40 000 specie. Gli uccelli sono rappresentati da oltre un migliaio di specie: numerosi sono i pappagalli e i rapaci, quali l'aquila, il falco, il nibbio, il gufo, la civetta e il serpentario, che gode della reputazione di uccisore di serpenti e come tale è rispettato e protetto; gli struzzi vivono prevalentemente nelle savane e nelle steppe. I pesci, di cui si conoscono almeno duecento specie, abbondano nelle acque dei fiumi; le anguille vivono solo nei corsi d'acqua che tributano all'oceano Indiano.

## Cultura

### Arte
In Sudafrica coesistono numerose culture, e di conseguenza anche numerose tradizioni artistiche. La cultura boera (caratterizzata da valori come il pionierismo, la frugalità, la famiglia patriarcale e i vincoli di sangue, il patriottismo, nonché dalla lingua, l'afrikaans, e dalla religione calvinista riformata) si esprime in numerosi settori, dall'architettura (tipico del Sudafrica è lo stile coloniale noto come Cape Dutch) alla letteratura.

### Patrimoni dell'umanità
Il patrimonio culturale del Sudafrica è testimoniato anche dalla presenza di diversi siti iscritti nella Lista dei patrimoni dell'umanità dell'UNESCO.

### Letteratura
La letteratura sudafricana ebbe il suo periodo d'oro nel XIX secolo, in cui la creazione di una letteratura boera era interpretata come affermazione dell'indipendenza culturale dei pionieri rispetto all'Europa e agli inglesi. Un genere letterario tipico di quest'epoca è il pamphlet accusatorio, spesso rivolto contro gli inglesi, considerati i nemici del popolo boero. Negli anni venti, all'antianglicismo si affiancarono progressivamente altri temi politici, come l'anticomunismo. Negli anni trenta una nuova generazione di scrittori boeri (tra cui Van Wyk Louw, Krige ed Eybers) iniziarono ad allargare i propri orizzonti e trattare temi di carattere più universale. Durante l'apartheid, parte della letteratura boera si pone in posizioni di antagonismo rispetto al governo e al segregazionismo (per esempio Opperman, Breytenbach e Brink).
Le culture aborigene delle etnie bantu comprendono anch'esse una propria letteratura, tramandata oralmente da generazioni. In tempi recenti le forme letterarie occidentali sono state acquisite anche dai neri; importanti scrittori di origine bantu sono per esempio lo xhosa Jordan e lo zulu Dhlomo. Di etnia bantu è anche Mphahlele, a cui si deve una delle principali opere della letteratura sudafricana moderna, The African Image (1962).
La letteratura in lingua inglese è piuttosto tarda e si sviluppa appieno solo nel XX secolo. Essa è caratterizzata dall'approfondimento sociale, dall'opposizione ai boeri, dalla visione romanticheggiante dell'Africa. La principale autrice sudafricana in lingua inglese è certamente Nadine Gordimer, vincitrice nel 1991 del Premio Nobel per la letteratura.
Un altro importante esponente sudafricano, non solo scrittore ma anche politico e attivista, fu Alan Paton (1903-1988), noto per il suo impegno contro l'apartheid. Leader anti-apartheid fu lo scrittore Mazisi Kunene.
E ancora è da ricordare Miriam Tlali (1933-2017), la prima donna nera a pubblicare un romanzo nel suo Paese.
In Sudafrica visse per nove anni (1896-1905) il poeta portoghese Fernando Pessoa. La cultura britannica e la lingua inglese, con cui entrò in contatto durante la sua permanenza a Durban, si rivelarono fondamentali per la sua formazione e per la costruzione della sua opera letteraria.
Anche gli indiani hanno un discreto repertorio letterario, spesso in lingua inglese, più raramente in hindi. Le tematiche affrontate sono spesso di natura filosofico-religiosa.
Un residuo della colonizzazione olandese e dei loro discendenti boeri lo troviamo tuttora nella sigla automobilistica internazionale: ZA, nel codice ufficiale a due lettere dello standard ISO 3166-1 alpha-2: ZA e nel dominio Internet di primo livello nazionale (country-code top-level domain o ccTLD): .za che sono conseguenti alla denominazione dello Stato in lingua olandese: Zuid-Afrika.

### Musica

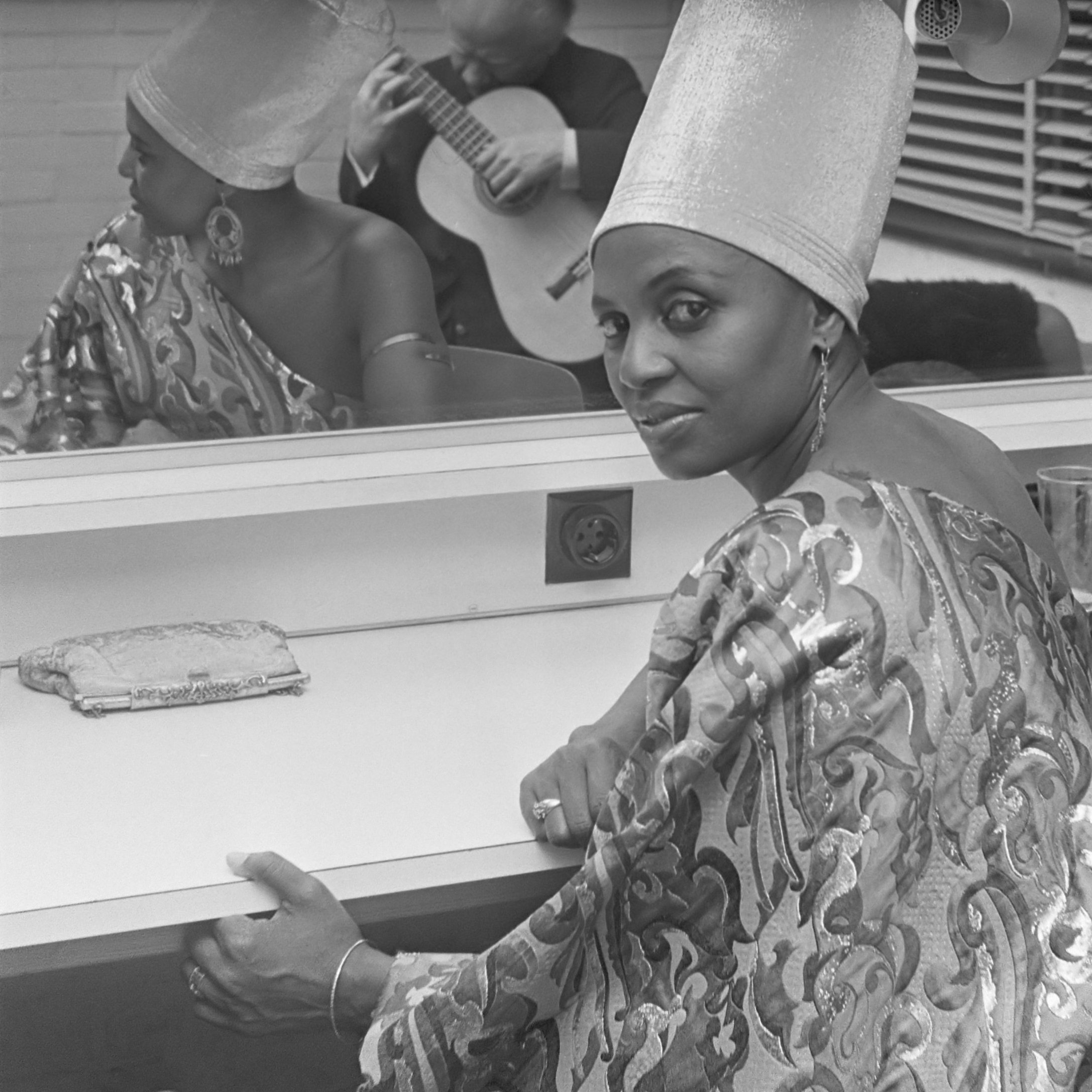
Miriam Makeba.

Una tradizionale musica da ballo sudafricana è rappresentata dal Kwela, che prende origine dalla musica africana e dal jazz: tra i più noti esponenti della musica jazz spicca Hugh Masekela.
Un genere musicale nato in Sudafrica negli anni '90 è rappresentato dal Kwaito. La vuvuzela, invece, è una tipica trombetta ad aria originaria dello stato sudafricano al quale viene associata.
Tra le grandi personalità musicali ricordiamo Miriam Makeba (1932-2008), nota per vari singoli come Pata Pata (1967), che diede un contributo, riconosciuto a livello internazionale, alla cultura sudafricana e, tra le altre, spicca ancora Brenda Fassie. Anche se ormai da anni basato negli Stati Uniti d'America, è originario del Sudafrica anche il gruppo musicale post-grunge Seether, attivo dal 1999.

### Cinema
In ambito cinematografico possiamo ricordare Charlize Theron, Oscar alla miglior attrice per il film Monster del 2003.
Tra i film premiati ricordiamo Il suo nome è Tsotsi diretto da Gavin Hood, primo film sudafricano che ha vinto l'Oscar al miglior film in lingua straniera, nell'anno 2006. Primo film sudafricano candidato per l'Oscar al miglior film straniero fu, nel 2004, Yesterday, diretto dal regista Darrell Roodt.

### Scienza e tecnologia

#### Il primo trapianto di cuore al mondo

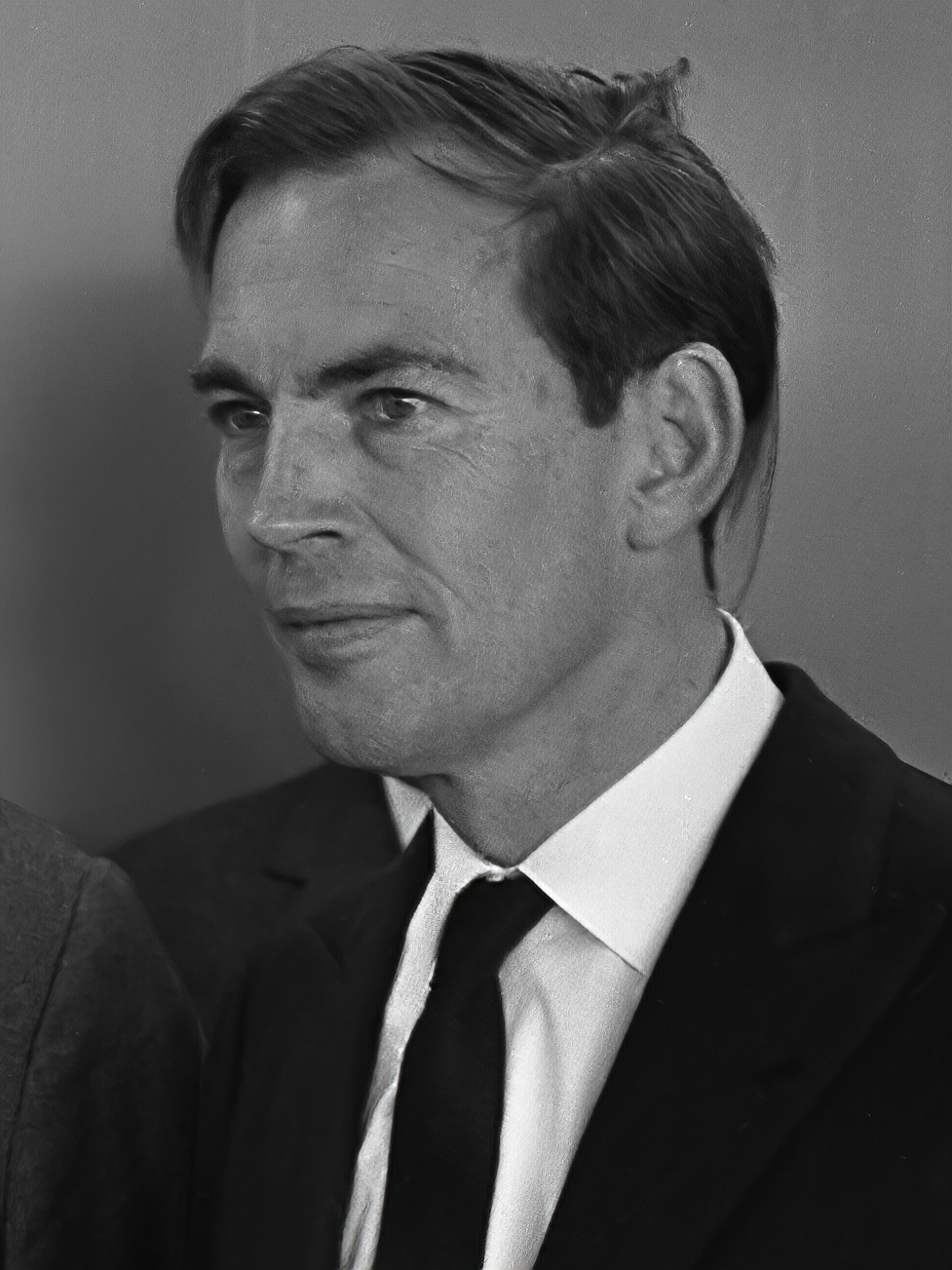
Christiaan Barnard.

Il 3 dicembre 1967 il chirurgo Christiaan Barnard esegue su Louis Washkansky, di 54 anni, il primo trapianto di cuore al mondo presso l'ospedale Groote Schuur a Città del Capo. Washkansky muore diciotto giorni dopo il trapianto a causa di un rigetto.
In ambito medico ricordiamo inoltre la figura di Max Theiler, Premio Nobel per la medicina nel 1951 per le sue scoperte sulla febbre gialla e su come combatterla.

#### Il Sudafrica nello spazio
- 23 febbraio 1999: viene lanciato SUNSAT, il primo satellite sudafricano
- 25 aprile 2002: Mark Shuttleworth è il primo astronauta sudafricano ad andare nello spazio.

## Sport

### Rugby
Lo sport nazionale del Sudafrica è il rugby. La Nazionale sudafricana ha infatti vinto i mondiali di rugby 1995 (che ha anche ospitato), quelli in Francia nel 2007, in Giappone nel 2019 e in Francia nel 2023, quattro edizioni del Tri Nations (1998, 2004, 2009 e 2019).

### Automobilismo e motociclismo

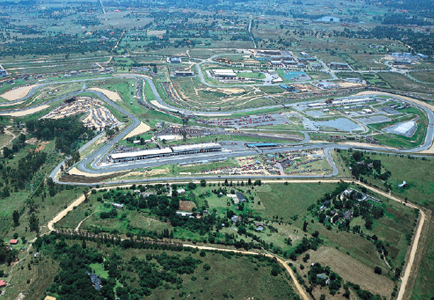
Circuito di Kyalami

Anche nell'automobilismo il Sudafrica ha ottenuto diversi risultati positivi. Il pilota più rappresentativo rimane senza dubbio Jody Scheckter campione mondiale di Formula 1 nel 1979 alla guida della Ferrari. Il Sudafrica partecipò inoltre con successo alla A1 Grand Prix, la Coppa del Mondo di automobilismo per nazioni. Ha ospitato il Gran Premio del Sudafrica di Formula 1, quello motociclistico del Motomondiale e quello di Superbike (sui circuiti di East London, Kyalami e Welkom), oltre a una prova del campionato A1 Grand Prix su quello cittadino di Durban.
Nel motociclismo il massimo esponente sudafricano è Brad Binder campione del mondo Moto3 nel 2016.

### Motocross
Tyla Rattray ha vinto il Campionato Mondiale di Motocross classe MX2 (125 cm³ due tempi e 250 cmˌ quattro tempi) nel 2008, in sella alla sua KTM SXF 250.

### Golf
Per il golf da ricordare Gary Player, vincitore di diversi ori in vari tornei internazionali.

### Calcio
La Nazionale di calcio del Sudafrica eccelle nei tornei continentali come la Coppa d'Africa, di cui ha vinto l'edizione del 1996 giocata proprio in terra sudafricana. Stenta invece nei campionati del mondo, cui ha partecipato nel 1998, nel 2002 e nel 2010 (come Paese ospitante) senza mai raggiungere gli ottavi di finale. Tra i calciatori sudafricani ricordiamo Benni McCarthy, capocannoniere della Nazionale sudafricana con 32 reti.
Nel giugno 2009 ha ospitato l'8ª edizione della FIFA Confederations Cup e nel 2010 è divenuto il primo Paese africano a ospitare un'edizione della Coppa del Mondo FIFA, vinta dalla Spagna.
Alcuni famosi giocatori sono Steven Pienaar, Tsepo Masilela e Siphiwe Tshabalala.
La possibilità di ospitare i Mondiali di calcio del 2010 ha permesso alla nazione di potere affermare al mondo la propria rinascita economica.

### Ciclismo
Nel ciclismo ricordiamo Daryl Impey, vincitore di una tappa al Tour de France, competizione nella quale vestì anche la maglia gialla per due giorni.

### Giochi olimpici
Il primo atleta di una delegazione africana a vincere una medaglia d'oro olimpica (e prima medaglia olimpica per il Sudafrica), fu Reggie Walker, nell'atletica leggera, ai Giochi olimpici di Londra 1908.

### Altri sport e eventi sportivi
Altri sport in cui il Sudafrica eccelle sono il rugby a 7, l'hockey su prato, il cricket e il polo.

## Tradizioni

### Gastronomia
La cucina sudafricana può essere distinta da una fase praticata dai popoli indigeni africani e da una fase caratterizzata dalla colonizzazione del periodo coloniale.

## Ricorrenze nazionali
| Data      | Nome                                      | Significato                                                                                             |
| --------- | ----------------------------------------- | --- |
| 27 aprile | Festa della libertà                       | Festa nazionale: celebra le prime elezioni generali democratiche in Sudafrica, nel 1994                 |
| 16 giugno | Giorno della Gioventù                     | Commemora la Rivolta di Soweto, che vide coinvolti migliaia di studenti e docenti neri, nel 1976        |
| 18 luglio | Giornata internazionale di Nelson Mandela | Celebrazione dell'anniversario di nascita di Nelson Mandela                                             |
| 9 agosto  | Giornata nazionale della donna            | in Ricordo alla marcia di protesta delle donne sudafricane, durante il periodo dell'Apartheid, nel 1956 |